# 空手バカ一代
『空手バカ一代』（からてバカいちだい）は、日本の漫画作品、およびそれを原作とするテレビアニメ・日本映画・パチスロ機。原作：梶原一騎・作画：つのだじろう（第一部 - 第三部）、影丸譲也（第四部 - 第六部）。漫画は1971年から1977年まで『週刊少年マガジン』（講談社）にて連載された。

## 概要
空手家・大山倍達の半生を描いた伝記的作品。寸止めでの組手を主体とする日本の伝統的空手界に異を唱え、邪道と謗りを受けながらも実際に打撃を当てる独自の空手（フルコンタクト空手）を提唱、国内や海外を転戦する姿を追った「超人追求編」「無限血闘編」「悲願熱涙編」（画・つのだじろう）、大山道場から極真会館への刷新と世界進出や、主催する大会での場や他の格闘技と戦う高弟たちの活躍を描いた「昭和武蔵編」「空手巌流島編」「世界制覇編」（画・影丸譲也）の六部構成となっている。タイトルには「激闘! 大山倍達伝」という副題も付く。前半三部は大山を主人公に、世界中を転々としながら各地の強豪と戦う様子を描いている。山篭り以後は、一貫して背中まで伸びた長髪の姿で描かれていた。極真会館を設立した後半部からは、ストーリーの軸が大山倍達から当時の高弟である黒崎健時、大山茂、中村忠、芦原英幸、ジョン・ブルミン、添野義二、チャールズ・マーチン、ウィリアム・オリバー、ウィリー・ウィリアムス、山崎照朝、佐藤勝昭、三浦美幸、大山泰彦、ハワード・コリンズ、富樫宜資、盧山初雄、岸信行、佐藤俊和、真樹日佐夫などを登場させ、群像劇として描かれている。
冒頭で「これは事実談であり、この男は実在する」と述べ、「実話を基にしたノンフィクション作品」という触れ込みで連載されたが、真樹日佐夫は「内容の九割以上は梶原の創作だった」、松井章圭は「実際に劇画のような戦い方や人柄は山崎照朝先輩のみで、本当に劇画みたいな組手をしている山崎先輩は格好良かった」とそれぞれ証言し、一方で家高康彦は「同劇画の3年前、1968年に出版された大山倍達著の『世界ケンカ旅行』（ベストセラーズ新書）が基になっている」という指摘もあり、梶原一騎は事実とフィクションを織り交ぜて本作を執筆した。大山は日本統治時代の朝鮮出身だが、日本の伝統武道としての空手を愛し、特攻隊の生き残りという設定になっている。大山が牛と闘うシーンで「ただの漫画なら迫力溢れる描写で牛がすぐに男に突進するだろうが、本当の牛はいきなりそんな行動には出ない」、アメリカ行きの飛行機内で倍達が飛行機酔いに悩まされるシーンでは「作り話なら颯爽とした主人公が飛行機に酔ったりしない」とたびたび「事実である」と強調。高弟の一人である芦原英幸は大山道場の師範代・安田英治の武勇伝や安田のあだ名“ケンカ十段”の実像を加え、準主人公として梶原が作り上げたことから、芦原は大山と人気を二分するほどになった。このあだ名と安田が実際に浅草でヤクザ15人KO事件をした事実を、梶原は芦原に流用したと後に劇画『男の星座』で発表している。雲井代悟のモデルになった柔道家は、芦原と戦っておらず、親交が深かった。（⇒ 詳細は#登場人物・#作品の周辺を参照のこと）
梶原一騎が“大山倍達（談）”と頻繁に記したことと劇画で、連載中は絶大な人気を誇り、触発されて極真会館に入門し空手道を始めた者には、松井章圭・増田章・黒澤浩樹など多くおり、大山と極真会館の知名度向上を語る上で欠かせない作品となった。

## あらすじ

### 第一部 超人追求編
当時まだスポーツライターだった梶原一騎が大山倍達の噂を聞き、取材のため池袋の立教大学裏のバレエ・スタジオ跡にある、大山の自宅兼道場を訪ねるところから物語は始まる。昭和20年、特攻隊から復員してきた大山倍達は、愚連隊の用心棒から一念発揮して山篭りを行い、戦後初の全日本空手選手権に優勝。その後の牛との闘い、世間からの孤立と悪評、他の流派や武道家との軋轢と勝負を経て、自らの空手を超人の境地へと高めていく。そして愛弟子・有明省吾との絆と死別、それをきっかけに自暴自棄になり起こしてしまった殺人、遺族の憎しみと罵倒に耐えながらの償いの日々、やがて誠意が通じ許されるまでを描く。

### 第二部 無限血闘編
遺族に許された倍達は、日系人トッド若松の誘いを受け、柔道家遠藤幸吉と共に渡米。日本人に対する敵意剥き出しの中、プロレスラー、プロボクサーとの死闘、FBIへの空手指導等を行う。後にトッド若松の逆恨みから、グレート東郷に契約を譲渡され、三人で「東郷ブラザース」を結成。しかし、八百長破りでアメリカ本土で居場所が無くなった一行は、日本人や日系人でも負け役をしなくて済むハワイへ向かい、そこで力道山と出会う。

### 第三部 悲願熱涙編
日本へ帰ってきた倍達は結婚するが、ほどなく新築の邸宅は詐欺に遭って失う。貧乏の中倍達はプロ柔道の興行を見物し、主宰していた木村政彦と出会う。その木村は力道山の誘いでプロレスに転向するが、負け役ばかりをやらされる事に不満を募らせた事で力道山と決裂、真剣勝負を行う事になり倍達から空手も教わる。しかし試合は力道山の突然の八百長破りにより木村は敗北。激怒した倍達は力道山を付け狙うが、ようやく対峙した力道山は成功した事で「金持ちけんかせず」のような姿となっていた事に失望し、闘わずに去る。心の空しさを埋めるように近所の子供たちの希望で空手を教えるようになった倍達は、自身の空手を次の世代に伝えて行く事に生きがいを見出し、「大山道場」が産声を上げる。その後倍達は、初期の弟子達が指導も出来るようになった事から自身は再び海外へと目を向け、タイ式ボクシング（ムエタイ）の王者ブラックコブラとの試合を皮切りに、フランスでサファーデ王ボーモン、地下プロレスの帝王ロゴスキーと死闘、その合間に欧州初めての支部を作る事になる。日本へ帰る前に香港へ立ち寄った倍達は、香港拳法界の重鎮「陳老人」と出会うが、倍達の「直線的」な動きは陳の「円の動き」に翻弄され、生涯で唯一の敗北を味わい、陳の薦めもあってしばらく滞在し、円の動きを会得する事に成功する。日本に帰ってきた倍達は、海外へ指導員を送る為の人選や教育も進めるが、人格面で問題を抱える弟子達が多く、彼らを再教育するのに苦心する。倍達が執筆した「WHAT IS KARATE」を読んで空手を志し、ついに日本の大山道場で直接空手を学ぶために来日する外国人達も急増。いつしか道場内が国際色豊かになった事に感慨を覚えながらも、倍達は「人間、こういう時にとかく自分を偉く飾りつけ、神棚に乗りたがる」と気を引き締め、「大山倍達は絶対に神棚には乗らない」「いつまでも牛を倒せる力を維持してやる」「実戦の道だ。死ぬ時は戦う男として死ぬ道だ」として「剣禅一如」ならぬ「拳禅一如」を誓うのであった。
ここで物語は一区切りされ、つのだじろうは作画から降板した。以降は影丸譲也が作画担当になり、改めて第一話のような雰囲気で再スタートとなる。

### 第四部 昭和武蔵編
弟子達と共に合宿を行っていた倍達の元に、妻である置八子（作中での表記）から連絡が入る。まだ合宿の激しい稽古には付いてこれないとの判断で残してきた初心者達が謎の空手家集団に叩きのめされたというのである。やがてニューヨークから連絡が入り、犯人は大山空手を倒した事を看板にニューヨークでインチキ空手道場を開いて一儲けを企んだ悪徳空手家達と判明。怒りに燃える倍達はニューヨークへ飛び、インチキ空手家達を叩きのめしてニューヨークでの大山空手の信用を回復させるが、それをきっかけに「顔役」ジャック・サンダクレスと闘い勝利、親友となる。メキシコで闘牛用の牛との闘いに勝利した倍達は、ジャックの尽力もあり、遂にニューヨークに大山空手支部を開く夢が実現する。帰国した倍達はまた牛と闘う事になるが、今度はあまりにも強くなりすぎた倍達と対峙して牛が怯えて逃げ出す事態となり、これが最後の牛との闘いとなった。この頃入門してきたのが、自らを「ケンカ十段」と嘯く新弟子、芦原英幸であった。大山茂や中村忠といった高弟が指導員としてニューヨークに旅立った倍達にとって、「乱暴ものだがどこか憎めず、途方もない可能性を秘めた」芦原は非常に重要な存在であり、正式に極真会館が発足した時は本部指導員に昇格するが、そのケンカ好きの性格はたびたび大きなトラブルを引き起こし、頭痛の種でもあった。やがて芦原は、彼の正義感が昂じてではあるが、擁護不可能な暴力事件を起こし、倍達は苦渋の決断で破門せざるを得なくなる。破門を解いてもらうために、生まれ変わった気持ちで廃品回収業を行う芦原の姿を伝え聞いて、倍達は「帰国次第破門は解く。だが破門のままにしておくより許す方が残酷かもしれん」という意味深な言葉を残してニューヨークへ向かう。その頃からニューヨークでは謎の東洋人とその一派が極真空手に対して不穏な動きを見せ始めていた。

### 第五部 空手巌流島編
謎の東洋人の名は「李青鵬」。かつて倍達が生涯唯一の敗北を喫した香港拳法界の重鎮、陳老人を上回る最強の拳法家であった。この男こそ、「昭和の武蔵を目指す自分にとっての小次郎」であると認識した倍達は一旦帰国し、芦原を呼び戻し、破門を解く代わりに四国へ単身向かい、行きの旅費以外では本部の力に一切頼らず、自力で極真会館四国支部を立ち上げて見せるよう厳命する。四国へ向かった芦原は排他的な地元の他流派の妨害を受けながらも、初めての直弟子「二宮」の協力もあり、小規模ながら遂に四国支部を立ち上げる事に成功する。一方の倍達はニューヨークにて、李青鵬一派と公開他流試合を開催して白黒を付けるところまで持って行く。極真空手側はニューヨーク支部の新弟子トリオ「オリバー」「チャールズ」「ウイリー」に、中村忠、大山茂、そして大将として倍達が李と闘う事になったが、チャールズとウイリーが、オリバーが倍達にえこひいきされていると勘違いして反発し、内部に不安を抱えたまま「空手巌流島」の闘いが始まる。だがいざ試合が始まると、カンフー側の選手との体格差を諦めずひたむきに闘うオリバー、不可抗力とはいえオリバーの反則勝ちを主張してもおかしくない状況で、あくまで公正な見方をする倍達の姿勢に「えこひいきではなく、スピードで体格の不利を補えるように特に時間をかけて教えただけ」だと気づいたチャールズ、ウイリーの嫉妬の氷は解け、代わりに炎の極真魂が燃え上がった。オリバーは結局体格差を覆せず、規定回数のダウンを喫したところで一本負けとなるが、闘志の炎を燃やしたチャールズが一方的に相手を叩きのめし、一勝一敗。だが続くウイリーは闘志が空回りしてKO負け。その後中村と茂が連勝して3勝2敗とし、少なくとも数字の上での負けはない状況で倍達と李が激突。試合は李が終始優位に進めるが、倍達が一瞬の判断で李に空中頭突きを見舞いKO勝利となった。だが結果に納得のいかない李は『エド・サリバンショー』に出演していた倍達を急襲。対抗戦では出す途中で倍達の空中頭突きにやられ不発に終わった必殺技「三光」を繰り出すが、その唯一の弱点を見抜いた倍達の咄嗟の行動で再び李はKOされた。「三光」すら破られた李は、担架で運ばれる途中今度は潔く完敗を認め、その後は無二の親友となり、互いに「先生」と呼び合う関係となった。

### 第六部 世界制覇編
（注・あらすじで紹介している大会結果はあくまで作中の描写であり、実際の結果や展開とは異なる場合が多々ある。）
カンフーとの対決を制した倍達は日本に戻り、かねてからの念願であった全日本空手道選手権大会の開催と、最終的な目標である全世界空手道選手権大会に向けて動き出した。まずは第1回全日本選手権大会の開催が決まり、他流派の空手や、他の格闘技からも、ヘビー級の黒人ボクサー、体重130kgの柔道家、「キックの帝王」沢村忠を16回もダウンさせてKO勝ちしたタイ式ボクサー「サマン・ソーアジソン」等が参戦し、他流派の空手家達を次々に破って勝ち進んだが、三人共に、四国の芦原道場で地獄の合宿に耐え抜いた「日大の竜」山崎照朝と「城西の虎」添野義二の二人によって倒され、決勝はその二人の対決となり、僅差で山崎が第一回全日本王者となった。第2回では、講道館柔道の期待の新星佐藤勝昭が参戦。他流の空手家を相手に順調に勝ち進んだ勝昭だが、初の極真勢との対決となった長谷川一幸戦でKOされ、その後「少年マガジン」に梶原一騎の書いた記事で、「85kgの柔道家、60kgの空手家に一撃KO」の見出しが大きく載っていた事で発奮し、柔道を断念して極真会館に入門、翌年の第3回全日本では決勝で「大先輩」大山泰彦を破って涙の優勝を果たした。第4回は英国からハワード・コリンズが日本に空手留学。八百屋で働きながら稽古を続け、大会では山崎照朝を破って決勝進出を果たすが、勝昭のライバル三浦美幸が延長の末王者の英国流出を食い止める。第5回は他流派から富樫宜資が参戦、極真の強豪岸信行を破るなど旋風を巻き起こすが、佐藤俊和がその勢いを阻止。決勝はその佐藤を破った山崎照朝と盧山初雄が対決。盧山が勝って初優勝を決めた。怪我をした事で第5回の参戦を棒に振った添野義二は「第二の空手バカ一代」を目指してタイへ渡り、ムエタイ戦士達と激闘を繰り広げるが、最終目標であった「闇の帝王レーバン」は、添野との対戦が決まった直後に暴漢に射殺されてしまい、失意の帰国となった。
そしてついに、倍達の最終目標である「第1回オープントーナメント 全世界空手道選手権大会」が開催される。「ついにこの日が来た！ 空手一筋を決意してから長年夢見たこの日が！」倍達は感無量であった。そして原作者の梶原は、倍達の目に感激の涙が光っているのにふと気づくのであった。喜びも束の間、開催国である日本の選手が優勝出来なければ「切腹」しなければならないという倍達の悲壮な決意の中、日本人選手たちは世界の強豪を相手に勝ち続ける。最も脅威であったニューヨークの「ブラックパワー」、チャールズ・マーチン、ウイリアム・オリバー、ウイリー・ウイリアムスの3人のうち、オリバー、ウイリーは早々と姿を消すが、チャールズは日本人選手の一角、東谷巧を破るなどの活躍でついに準々決勝まで進出。しかし、盧山初雄の執念のローキック攻勢の前に敗れ、ついに外国人選手は姿を消し、倍達は（これでどうにか切腹せずに済んだらしい）と胸を撫で下ろす。決勝戦はその盧山と佐藤勝昭の対戦となり、佐藤が勝って初代世界チャンピオンに輝いた。世界大会終了後も極真空手の勢いは止まらない。「絶えざる前進あるのみ。ケンカ空手の野生忘れず」真樹日佐夫は香港で、倍達がかつてただ一度の敗北を喫した、カンフー界を支配する陳一族の首領、陳ヨウリンを倒し、長年の雪辱を果たす。ウイリー・ウイリアムスは人食い熊を倒し、プロレス王アントニオ猪木への挑戦を表明するなど活躍。
「私の目の黒い限り、極真空手の永久不敗を読者諸君に誓います。大山倍達54歳、ますます元気です」という大山倍達のメッセージで物語は幕を閉じた。

## 登場人物
（実在の人物に関してはあくまで本作における設定である。また、便宜上、漫画の登場人物としての大山倍達の表記は、文法上やむを得ない場合を例外として基本的に「倍達」、解説として実在の大山倍達の例を挙げる場合は「大山倍達」と表記する）
大山倍達（おおやま ますたつ）
主人公。本作は太平洋戦争後に復員してから愚連隊の用心棒に身を落とし、その後空手の道に一生を捧げる事を誓い山に篭って修行、空手家をはじめ様々な格闘技の強者や牛等の動物と対戦、やがて自前の空手道場である「大山道場」の設立から「極真会館」への刷新、遂には念願だった世界大会を開催するまでを描いている。山篭りの修行編から「悲願熱涙編」までは、一貫して背中まで伸びた長髪の姿で描かれている。アメリカでのプロレスラー、プロボクサー達との対戦を終えて帰国し、新居を建設した頃に置八子と結婚。作中の空手修行にて、「おれは強くなった」と実感した出来事が三度あるとしており、一つ目は山籠りから下りてきた際に、側にあった電信柱を正拳で叩いた際に、上の電線に止まっていた小鳥が衝撃で飛び立つ条件反射が間に合わず一度は地上に向けて落下し、激突寸前でどうにか飛んでいった様子を目にした時（大山倍達によれば、実際は小鳥は落下しておらず、単に衝撃で電線から動けなくなっただけだが、ただ動かないだけでは絵にならないため一度は地面に落下するという演出になったのだという）、二つ目は香港で陳老人の元での修行（後述）を終えて帰国する時、三つ目は牛との闘いで、対峙した牛が自身に怯えて逃げ出した時（この時はむしろ、直前のチンピラ相手の「にらみ倒し事件」や、中村忠ら高弟達との三人相手の組手で、弟子達が闘う前から戦意を喪失した事件などとも合わせて「人も牛も理屈抜きに怯えるほど強くなりすぎてしまった」と、否定的な意味合いであったが）である。
玄（げん）
ナイトクラブ経営者で、パリッとした服装にサングラス、一人称が「ボク」という、いささかキザな雰囲気の男。取材に来た梶原一騎を送りに繁華街に出てきた倍達を呼び止める。倍達曰く「この辺ではちょっとした顔役」。この「顔役と空手の達人」という取り合わせが梶原の取材意欲を掻き立て、そこで倍達と別れて梶原は玄のもとへ向かう。
元は愚連隊「玄さん一派」のリーダー。特攻隊から復員してきた倍達を、当初は単なる「戦争ボケ」と見下していたが、米兵を叩きのめした倍達の空手の腕前に目を付け、用心棒として誘い、倍達も「お前たちより明らかに強大な暴力組織が相手に限る」との条件で引き受ける。当初は単なる用心棒として利用しているだけだったが、次第に損得抜きで「ガキの英雄崇拝のように」惚れ込むようになっていく（事実、敵対勢力が倍達への対策に機関銃を用意したのを知ると、「いくら先生（倍達）でも機関銃にはかなわない」と安全な場所へ匿っている）。
だが匿った民家で倍達が「吉川英治」の小説「宮本武蔵」に出会った事で倍達は玄がいくら止めても聞かずに山篭りに向かってしまい、関係はそこで終わった。
作中で梶原が倍達について本人以外から取材をしたのは彼が最初であり、倍達には相変わらずそっけない態度を取られ、「相変わらずつめたいな」と苦笑するも恨んでいるような様子はなく、梶原の取材も快く受ける。話の中、「先生（倍達）がいなかったら自分はとっくに対抗勢力に殺され、こんな店の経営者にも収まっていられなかった」と感謝の意を口にしている。
南波（なんば）五段
下山した倍達が参加した、戦後初の空手道選手権大会の優勝候補筆頭。人格的にも優れており、倍達の組手を見てその強さと気迫を認め、勝てるかどうかの質問にも「やってみなければ分からん」と慎重だった。実際に倍達との決勝戦でも技の応酬は互角で、倍達も強さを認めたが、苦し紛れに放った正拳突きが倍達の顔に当たってしまいながら、鼻血すら出ない威力だった事に、「これでは空手ダンスではないか！」と激昂した倍達の「逆撫で」を顔面にモロに受け、ダウンしてしまった。
本来なら倍達は最大の減点を喰らい反則負けとなっておかしくなかったが、大会の採点法の関係で、審判団がいくら南波を依怙贔屓したくともどうしても反則負けには出来ず、ここで試合を止めれば逆にポイント差で南波の負けになってしまうため、南波の回復を待って試合再開となったが、倍達の攻撃を喰らった南波は完全に怯えて試合にならず、結局敗れた。
仲曽根龍起（なかそね たつおき）
日本空手界の有力者であり、段位は七段。大会当初から倍達の存在を快く思っておらず「アプレゲール」と表現し、強さについては渋々「確かにバカ強い」と認めながらも、「品格がない」「邪道の匂いがする」と酷評した。その後も執拗に倍達を新聞などで批判を続け、牛殺しに成功した時も「ケンカ空手ここに極まれリ」と新聞紙上で酷評し、有明省吾の怒りを買う。
その後有明によって道場破りを受け、弟子達を散々叩きのめされ、看板まで割られた。
有明省吾（ありあけ しょうご）
作中における倍達の最初の弟子。元は南波五段門下の高校生だったが、かねてから自流派の寸止めルールに飽き足らず、先輩達に本気の攻撃を当てて失神させてしまう事がよくあったため、先輩達からはしごきという名目のリンチを受け続けて我慢の限界に来ていた。大会終了後に南波の見舞いに訪れた倍達を口々に罵る先輩達に対し倍達を庇ったためまたリンチを受けそうになるが、逆に全員を叩きのめしその場で高校空手部を脱退、倍達に弟子入りを志願する。
「保護者の許可をもらったうえで」の条件で弟子入りを許された有明は、東京で倍達と共に「小島テーラー」に下宿して、倍達の身の回りの世話をしながら空手の修行を受け、めきめきと腕を上げるが、尊敬する倍達に対する誹謗中傷に激昂してのトラブルもよく起こした。やがて熊との闘いが警察命令で中断された事を揶揄する仲曽根門下の連中を叩きのめしたのをきっかけに倍達のもとを飛び出し、「世渡りベタの大山門下を自分から破門されてやった」と嘯いて仲曽根道場をはじめとする数々の空手道場を破り歩く。必死に有明の行方を探し歩く倍達の追跡を交わし続けた有明は遂に、空手家のみならず武装した警官12人をも叩きのめし、ここに至って倍達も「見放す」決断をせざるを得なくなる。小島テーラーの前にこっそり立ち寄った有明に気づいた倍達はその場で有明に涙の破門宣告をする。
倍達から直接破門を宣告され自暴自棄になった有明は、無免許でありながら知り合ったズベ公（不良少女）と共に車で暴走、運転操作を誤り事故を起こしてしまう。同乗したズベ公は有明がとっさにかばった事で奇跡的に軽傷で済んだが、有明自身は手の施しようがない重傷であり、助かる可能性はなかった。駆けつけた倍達と二人きりにしてもらった有明は、「キチガイみたいな奴と先生（倍達）に思われたまま死んで行くのはやはり未練が残る」と、自身が道場破りや暴力行為を続けたのは、「ほんの高校生の元弟子ですらあれほどの強さなのだから」と、大山空手の強さを世間に認識してもらうための手段だったという真意を語り（実際にこのくだりで、仲曽根達が事件を報じた新聞を読んで恐怖におののくシーンが挿入されている）、そのまま息を引き取った。
その後、有明の真意とは反対に、彼の死をきっかけに今度は倍達が自暴自棄となり殺人を犯してしまい、遺族への償いのため一時的に空手を捨てる事になる。
モデルとなったのは初期の大山道場の高弟の一人、「春山一郎」であるが、大山茂をはじめとする初期からの高弟たちの証言する春山とは、空手の実力者という以外は全く異なる。作中の有明と異なり、春山は初期の弟子には違いないが最初の弟子ではなく、大山茂らとほぼ同期で、大山泰彦らの先輩になる。実力者ではあったが大山倍達の「極真史上最強」との評価とは裏腹に、黒崎健時は「そんなに強かったかな?」「（大山）泰彦の方が組手ではいつも勝っていたと思う」と証言し、石橋雅史は「漫画のような聖人君子じゃなく普通の少年で、（組手のため）ちょっと来いと言うと逃げ出したりした。そこがいい」と笑って述懐している。いずれにしても春山が有明同様交通事故で死亡したのは事実のようで、石橋は事故で死んだと証言し、黒崎は事故後、大山と共に遺体を引き取りに行ったと語っている。
佐久間拳山（さくま けんざん）
大会優勝後、空手界に強敵を求めて道場破りを続ける倍達の前に立ちはだかった、大阪に道場を構える空手家。
「ケンカ空手の鬼」「『大阪柔道界の鬼』と呼ばれる男をも一撃で倒した」等と自称する。身長は不明だが体重は90kg。
倍達が（安全のため相手に付けてもらう）防具持参でやって来た事から勝算ありと見て相手をする。組手前に横柄な態度で「京都のお上品な空手と違い大阪の空手は荒っぽい」と忠告し、倍達も当初は、「久々の強敵に出会えたかもしれない」と期待したが、実際に組手を行うと倍達との実力差は歴然で、倍達の蹴りで90kgの体を空中に浮かされてコマ回り、そのまま蹴り飛ばされて血反吐を吐き病院送りとなった。試合後倍達は「『またダメか』という失望と、その未熟者の試合前の思い上がったでかい態度で俺は凶暴になってしまった。やり過ぎた。空中に飛ばした段階でやめるべきだった」と嘆息した。
彼に限らず、倍達の挑戦を受けた空手家達は防具持参という点で勝算ありと見て試合を受け、皆同じ誤算をした。倍達の手刀は自然石すら砕く。防具はあくまで剣道における竹刀用であり、竹刀で自然石を割る剣道家は存在しない（作中の解説より）。
小島（こじま）
東京での倍達と有明の下宿先『小島テーラー』の店主。倍達の事を「先生」と呼び、倍達が殺人で留置されてからも「正当防衛」を成立させる（小島曰く「黒を白と言いくるめるのではなく、あくまで白を白と主張するため」との事）ために弁護士を雇う（これは倍達が拒否）、大山空手の可能性を思う存分試すには海外に向かうのが一番と考えトッド若松と引き合わせるなど、様々な尽力をした。本作の連載にあたって、梶原一騎にも倍達に関する色々な情報を提供したという。映画版では由利徹が演じ、オカマっぽくコミカルな人物になっている。
仁科守男（にしな もりお）
「人斬り仁科」の異名を取るヤクザ。名人と呼ばれる腕の「ヤッパ」（刃物）の使い手だったが、倍達にとってはかわすのは何でもないはずだった。しかし有明の死で自暴自棄になっていた倍達は「よける」事さえも面倒になっており、刃物が倍達に届く前に仁科は顔面を砕かれて即死した。相手が人斬りと悪名高い彼だった事、元々の発端が彼の兄弟分がクラブの女性に乱暴しようとしたのを止めに入った事だった等の事情も考慮されて倍達の正当防衛は認められた。
仁科の妻
正当防衛が認められた倍達が警察署を出ようとするところに飛び込んで、倍達を人殺しと詰り、激しい憎悪を向ける。倍達が償いに来てからも、単なる自己満足、おためごかしとみなして決して心を開こうとしなかったが、後述の雄一の行動にも無抵抗で耐え抜き、償いの姿勢を変えようとしなかった倍達を認め、遂に許した。
仁科雄一（にしな ゆういち）
仁科の息子。父を殺した倍達を「鬼」と罵る。母同様、償いの日々を送る倍達に対して憎悪の目を向け続けるが、父の仇である倍達の償いによって自分たちが生きていられるという現実から目を背ける事もできず、遂に村人達を扇動して倍達に無実の罪を着せ、集団リンチに追い込む。ここで倍達が激怒して空手で村人を叩きのめせば、やはり償いはただの自己満足だったとして心から倍達を憎む事ができたが、自分が滅多打ちにされる事で少しでも雄一の気が晴れるならと、どんな攻撃も受け続ける倍達を見て遂に「負け」を認め、それまでの仕打ちを謝罪した。その後は倍達を本当の父親のように慕うが、東京から戻った倍達が空手の道に戻りたいのに自分達のために無理をしている事を見抜き、自分達の事は気にせず空手の道に戻って欲しい、その代わり世界一の空手家になって欲しいと激励して送り出す。
ピストン堀口（ピストンほりぐち）
倍達が、有明の行方が分からずやけになって立ち木を正拳で叩き折ったところに偶然通りかかり、感心して自分も試しに挑戦し、見事成功。これを見た倍達は、自分よりも強いかもしれないと感じた。その場は声を交わす間もなく別れたが、後日雑誌記者の紹介で会う事になり、スパーリングで対戦。お互いの実力を認め合った事で親交を結ぶ事を約束。倍達に本格的に拳闘（ボクシング）に転向する事を薦めた堀口（倍達が断る事は分かったうえでの薦め）だが、それが無理ならせめてアマチュアの試合だけでも経験させたいと、雑誌記者に倍達の出場を推薦する。有明の問題に悩んでいた倍達にとって、堀口との出会いは暗闇の中に差し込んだ光のような出来事だったが、当時既にパンチドランカー寸前だった堀口は倍達のボクシングアマデビュー戦を目前に列車に撥ねられて轢死する。
実在のピストン堀口に関しては「ピストン堀口」を参照。
トッド若松（トッドわかまつ）
アメリカで活動する日系人の実業家。倍達と遠藤幸吉をスカウトしてアメリカに連れて行き、プロレスラーとの他流試合をプロモートする。
後述のFBIとの一件もあって倍達をFBIに取られると誤解し、「対戦相手に悪役レスラーを当てる」「事前に痺れ薬を飲ませる」等の方法で倍達を惨敗させる事でFBIの捜査官達が愛想を尽かし、FBIコーチの仕事が立ち消えになる事を狙う（広いアメリカなら、一度負けたところで別の州に行けば十分商売になると踏んでの行動）がいずれも失敗。痺れ薬は後述のトシオの手でこっそりすり替えられて自分が飲むはめになり、悪事がバレた償いとして「日系人無料招待デー」を開催させられる。この件を逆恨みした彼は倍達と遠藤の知らない間に二人との契約をグレート東郷に売り渡す。
FBIの調査では現在の財産を築くまでに様々な不正行為があった事が判明している。FBIがわざわざ動く程の事件ではないと判断されて罪には問われなかったが、交際は拒否された。
なお、実際の大山倍達と遠藤幸吉のアメリカ遠征では、終始一貫してグレート東郷がプロモートしている。
遠藤幸吉（えんどう こうきち）
日本の柔道家（六段）
スポーツ化した講道館柔道に飽き足らず、木村政彦が旗揚げしたプロ柔道に参加していたが、トッド若松の誘いを受け、倍達と共に渡米、他流試合を行うが、連戦連勝の倍達と反対に苦戦が続く。しかし異国の地で共に戦う倍達とは固い友情で結ばれており、ホテルで暴徒の襲撃を受けた時は共に死に花を咲かせる覚悟も見せた。後にハワイで力道山の誘いを受け、本格的にプロレスに転向する事になる。
なお、柔道で木村との対戦が実現した時は、試合開始早々畳に叩き付けられていたと苦笑混じりに倍達に語っている。
実在の遠藤については「遠藤幸吉」を参照。
ジャック・ジョンソン
トッド若松が倍達に「牛を素手で倒したのはマス大山だけではない」という実例として挙げた、かつてのヘビー級の黒人ボクシング王。あまりに強すぎて相手がいなくなり、また黒人の無敵ぶりを白人に憎まれてメキシコに飛び闘牛士に転向した。にわか闘牛士のため牛に剣を飛ばされて素手になってしまったが、咄嗟に繰り出した鉄拳ショート・ストレートで牛は頭蓋骨を粉々に砕かれて即死。牛を倒したとはいえ、それまでに足の指の骨折など散々苦戦した倍達は驚愕した。
実在のジョンソンについてはリンク先を参照。
トニー・ガレント
トッド若松が倍達に「あなたが中止された熊との闘いで実際に殺した男もいる」という実例として挙げた、2（ツー）トンと異名を取ったプロレスラー。
彼も強すぎて相手がいなくなった。そのため、熊の中でも最も凶暴と言われるハイイログマに挑戦した。そして瀕死の重傷を負いながらも、ついに熊を足4の字固めで絞め殺してしまった。トッド自身がカナダのトロントで闘いを目撃し、撮った写真を倍達に見せ、自分があのまま熊との闘いを続行していたら自分の方が死んでいた可能性が高いと自覚している倍達は驚愕した。
実在のトニー・ガレントについてはリンク先を参照。
ジョンソンとガレントの逸話を聞かされた倍達は超人追求の血が騒ぎ、その後雄一親子に空手の道に戻るよう薦められるまで苦しむ事になる。
ホイッパー・ベック
「赤毛の殺し屋」と異名を取るプロレスラー。倍達の、試し割りのデモンストレーションにケチを付け、激怒してレスラーを一本背負いで投げ飛ばした遠藤をよってたかって殴る蹴るの暴行を加えたところで倍達と1対1で対戦。飛行機酔いの影響で体調が最悪の倍達に翻弄されたうえ、目突き、金的蹴り、胸への正拳突きの連打で肋骨を七本も折られてKOされた。大山倍達の著書等では、肋骨を七本折られて負けたのは、ディック・リール（本作では後述のディック・リー）となっている。
サンダー・ジュリアン
ロサンゼルスきっての人気レスラーだが、トッド若松曰く「うわべは正統派の試合をするが、性根は残忍な男」で、観客を扇動し、ベックをKOした倍達達をリンチにかけようとする。しかし彼ら自身が「東洋の神秘の格闘技」を内心警戒していて一定の間隔以内には中々近づいて来ない事を察した倍達は、レスラーや観客のそういう心理を利用して一か八かの賭けに出る。まず「三角飛び」でジュリアンに軽い打撃を与え「今の一撃は、秘技『三年殺し』。その場の痛みは大した事はないが、やがて時間をかけてその部分が腐り始める。そして攻撃から三年で死に至るため『三年殺し』と呼ばれる」と説明した。それを聞いたジュリアンは恐怖に怯え、倍達が技の効果を消す特殊なマッサージを知っていると聞くと、倍達達が会場を安全に出られるよう観客を説得するという条件でマッサージを懇願し、それを承知する事によって倍達達は無事会場を脱出する事に成功する。移動の車の中で遠藤が倍達に「三年殺し」の真偽について尋ねると、倍達は「最初のダメージは大した事がなくても、徐々に悪化して行くように打撃を与える事自体は不可能ではないだろう」としつつ、「あの状況で本気でそんな事をしても意味がない」と一か八かのハッタリであった事を明かして笑い飛ばした。もっとも、それを聞いたトッドが、「アメリカでは拳銃所持はフリーだし、バレたらマシンガンで狙われる！」と吐き捨てた事で笑いはすぐに凍り付いた。
ドナルド・バーク
倍達と遠藤が暴徒に襲撃され、集団リンチを受ける寸前のところで助けに現れたFBIの捜査官。警察すら非協力的で、そもそも警察に文句は言わせないと嘯いていた暴徒達だが、FBIの威光はそんな暴徒達にも絶大であり、倍達達は無事に脱出に成功する。
ドナルドは送りの車の中で今回の騒動を「太平洋戦争が終わって数年、ようやく日米の友好関係も復活しつつあるのに、あなた方の身にもしもの事があったら我々アメリカとしても日本政府に申し訳が立たない国際的な大事件」と形容し、倍達の空手についても「非常に尊敬に値する」と評価し、FBIへの空手指導を依頼する（同時に遠藤にも柔道のコーチを依頼）。
ドナルド自身も空手の魅力に取り付かれ､後年､負傷してFBIを引退した際､極真会館バージニア支部長として活躍する事になる。

スナイダー
ドナルドの同僚のFBI捜査官。太平洋戦争中は日本軍の攻撃を受けて数日間漂流するという目に遭っていたため日本人には良い感情を持っておらず、ドナルドの制止を振り切って倍達に勝負を挑む。しかし倍達には小指一本でKOされ、そのKOに至るまでのプロセスを理論的に説明されたFBI捜査官達は、倍達を「ゴッドハンド（神の手）」と呼び驚嘆する数日後、FBIコーチ初日にスナイダーはドナルドと共に倍達を迎えに現れ、「あなたの空手の威力を一番身をもって体感したのはこの私だ。もし水に流してくれるなら一番熱心な弟子になります」と謝罪し、倍達と和解した。
ザ・エクスキュースナー
「死刑執行人」という意味のリングネーム通り、過去にリング上で複数の相手を殺している覆面レスラー。倍達がリングの上で惨敗する事でFBIの面々が倍達に愛想を尽かして離れて行く事（アメリカは広いため、一度負けても別な州に行けば倍達はまだ十分売り込めると踏んでいた）を狙ってトッド若松がプロモーターに「反則専門の悪役、それも本気でやる超一流のやつ」と注文を付け、プロモーターの方も、最近はみんな怖がって闘う事を避けるため試合が組めなくて困っていたエクスキュースナーを推薦した。
試合ではいきなりリング下から倍達を急襲。凶器攻撃や反則で倍達を一時は戦闘不能状態にまで追い込み、観戦していたFBIの面々もトッドの狙い通り一時は愛想を尽かしかけた。
だが大勢が決したと思い油断したエクスキュースナーの隙を突いた倍達の攻撃で一気に形成は逆転、逆上した彼は椅子を振り回して正面から倍達に襲いかかるが、見た目は凄みがあっても凶器が大きすぎて動きがスローモーになるため倍達は難なくよけ続けて体力を回復させ、最後は顔面に倍達の飛び蹴りをくらって完全にKOされた。
ポール・オカモト・トシオ
倍達と遠藤がトッド若松と待ち合わせたネバダ砂漠のドライブインのボーイを勤める日系人の少年。当初は自分達と違いパリっとした服装をしている倍達達に対して露骨に嫌悪感を見せていたが、倍達が「もし私が日系人の皆さんを試合に無料招待したら来てくれるだろうか？」の問いに、表面上は「どうせ嘘だ！」と相手にしなかったが、内心はたとえ嘘であってもそのような事を言える日本人や日系人をはじめて見た事に感激し、「たとえそれが嘘でもお礼がしたかった」との理由で、事前に聞いていた「倍達の飲み物に痺れ薬を飲ませて試合に惨敗させ、それによってFBIが倍達に愛想を尽かす（実際にはこの時既に倍達はFBIコーチの座を辞任している）」というトッド若松の企みをぶち壊すため、隙を見て倍達とトッドのグラスを摩り替えた。結果倍達は後述のディック・リー戦に勝ち、トッドは試合観戦途中で痺れ薬の効果が現れダウン。悪巧みの全てがバレて本当に「日系人無料招待」の興行を開催させられる羽目になった。
トシオは店の主人が大金を借りているトッドを妨害したこの一件が原因でドライブインをクビになり、靴磨きに身を落とす事になるが、再会した倍達と遠藤に「トッド若松以上の悪魔」「国辱」であるグレート東郷の試合を観に連れて行く。
原作漫画では倍達達が東郷の所属選手になって「私を信じて見守っていて欲しい」と言い残して去って行く倍達を不安げに見送るところで出番が終わるが、アニメ版ではその後、飛鳥拳（原作における倍達）が東郷の仕組まれた八百長試合をぶち壊すのを見届けて溜飲を下げる。
なお、グレート東郷の本名は「ポール・オカムラ・カズオ（漢字表記は『岡村一夫』）」である。
ディック・リー
カジノの用心棒上がりの悪役レスラー。倍達に対して「八つ裂きにしてやる」と息巻き、いざ試合が始まっても、一見女性的に見えるが実は強い「内股」で身構えるなど喧嘩なれしているところを見せ、倍達にも「こういう奴は要注意だ」と用心させたが、それでも倍達の敵にはなり得ず、宙に浮かせての「脳天蹴り」でKOされた。なお、実在の大山倍達の著書で記述される場合は名前が「ディック・リール」となっている。
グレート東郷（グレートとうごう）
日系人の悪役レスラー。前述のトシオ少年に「国辱」「日系人の皮を被った悪魔」と糾弾され、無料招待デーのお礼の意味もあったが「ドロぐつを磨いたカネで見物してやってちょうどいい汚らわしいやつ」とまで言うほど嫌われていた。
試合では対戦相手の「スター・アポロン（同じ梶原一騎原作の『タイガーマスク』にも同名のレスラーが登場するが別人）」に卑劣な反則攻撃を繰り返して観客の罵声を浴びる。途中で空手の手刀まで繰り出したが倍達には全くのでたらめな打ち方だと見抜かれた。一定時間が過ぎたところでアポロンの反撃が始まり、今度は土下座をするなど一転して卑屈な態度を取りながらやられっ放しになり、最後は完全にKOされて担架に乗せられて退場となった（これも観客に襲撃されるのを防ぐための芝居）。トシオの「日系人の誇りをカネで売り飛ばし、こんな試合を繰り返して大金を稼ぎキャデラックを乗り回している」という涙の訴えに遠藤は激怒。倍達も「これは本人に断固抗議せねばならん！」と決意して控え室に向かう。
だが控え室に入った一行を待っていたのは、担架に乗せられて退場しながらピンピンして椅子にふんぞり返っている東郷と、そんな彼からの「トッド若松から倍達と遠藤の契約を買い取った」という通告であった。
東郷の「けち」ぶりはユーモラスなほど徹底しており、東郷邸での夕食は夫妻がステーキを含む豪華なメニューなのに対し、倍達と遠藤の前にはスパゲッティの大皿が一つ。「ステーキが食べたいなら稼ぐ事」と言って東郷は、自身に加えマス・トーゴー（倍達）、コー・トーゴー（遠藤）の三人で構成される「東郷ブラザース」の計画を告げる。
しかし、倍達と遠藤は実際の試合では決められた筋書きを破り、真剣勝負で相手レスラーをKOしてしまう。呆気に取られている観客を尻目に会場を脱出した二人だがマフィアに捕まり、東郷が八百長破りの報復でリンチを受けている所に連れて行かれる。
東郷自身がリンチを受けている事に驚いた倍達と遠藤だったが、日本人や日系人が試合に勝てば必ずこうなるため、負け役を演じるしかなかった事を知らされ、同時に格闘を商売にする東郷が、無抵抗自体は拳銃に狙われている事もありやむを得ないとはいえ、あまりに打たれ弱い事にも愕然とする。
その後、隙を突いてボスを人質に取る等の作戦でマフィアを叩きのめした倍達に「ユーは強い、感動した」と告げる東郷の目を見て、倍達は「この男とも友人になれる」と確信する。
アメリカ本土では八百長破りのせいで試合が出来なくなったため、東郷の提案で一行は日本人や日系人でも負け役をしなくて済むハワイへ向かい、力道山と出会う。
その後は倍達に対戦相手の事で忠告したり、試合ではセコンドに付く、ヘンリー・アーサーとの試合を制したお祝いに鯛と赤飯を手配する等、倍達が帰国するまでプロモーターと選手の関係を超えた友人となった。
レスラーとしても、倍達から空手を教わるなど努力を重ね、「実力のあるユーモラスな悪役」を目指して奮闘。実現はしなかったが、帰国後の倍達にも、またアメリカで他流試合をするなら力になると申し出ている。
倍達が帰国する際にかなりの大金をファイトマネーで渡している。東郷曰く「全てユー（倍達）が腕で稼いだもので、ミーがマネージャーとしての分け前を欲張らなかっただけ」だが、その大金は帰国後の倍達が詐欺に遭った事でほとんどを失う事になる。
実在の東郷については「グレート東郷」を参照。実際の大山倍達と遠藤幸吉のアメリカ遠征では一貫して東郷がプロモートしている。
力道山（りきどうざん）
物語冒頭で、当時まだ劇画の原作には手を染めず、一介のスポーツ・ライターだった梶原一騎が、デスクの要望で力道山を取材。そこで話がアメリカ遠征時代に初黒星を喫したタム・ライス戦に及び、その後タムが「空手殺し」を名乗った事で、「本職の空手家に酷い目に合わされた」という話を力道山が聞かせたのが、「大山倍達」について梶原が本格的に取材するきっかけとなる。
ハワイに降り立ったものの、マスコミが全く姿を見せず落ち込んでいる東郷一行のもとに迎えに来たのが倍達との最初の出会いであった。
いざ力道山の試合を見せられると、試合前から力道山に対する声援が会場のほとんどを占め、しかも日系人は当然として白人からも声援を送られている事に一行は衝撃を受ける。だが力道山によれば、初めはやはりプロモーターから負け役を命令されたものの、それを拒否して対戦相手を「半殺し」に、のしてしまった事で一時はクビ寸前になった。しかし逆にアメリカ人のプロレスファンから「合法的にリングの上でリキ（力道山）がぶち殺されるまでは試合をさせろ」と要望があり、それをいい事に勝ちまくったところ、自身がアメリカ人に狙われた時にはハワイに多い日系人達が守ってくれ、ついにはアメリカ人の方も純粋なスポーツとして自身の試合を愛してくれるようになったのだという。
試合を見ている倍達たちの目の前で空手チョップを初披露した時、倍達はかつて東郷が見せたチョップのように「正式な空手の型ではない」としたが、東郷の時とは違い実際に威力があり、必殺の武器だと評価した。後に力道山の口からも「チョップは力士時代得意だった張り手の応用」だと説明されている。
タム・ライスに「俺と闘う時は空手チョップは通用しない」と宣言された事で倍達に空手の手刀の打ち方を教わる。張り手式の空手チョップでも日本では瓦を15枚割っていたが、倍達のコーチのおかげで17枚は行けそうという程のパワーアップを果たした空手チョップでタム・ライス戦に臨むが、試合では頼みのチョップが当たらず、逆にヘビー級ボクサー出身のタムにパンチを連打され、ダウンしたところをボストンクラブを決められてギブアップ負けとなった。それ以前から力道山にプロレス転向を打診されていた遠藤は、この試合で決心が付き「大山さんは強い！超人だ。リキさんも強いが超人ではなく、協力者が必要だ」との理由でプロレス転向を宣言、倍達もその決心を祝福した。
その後タム戦をきっかけにボクサーとの対戦にシフトし、三連勝した倍達と、東郷を含めた三人でレストランで会食した際、ひょんな事から「もはやプロレスごとき取るに足らぬとでも思っているのか」と倍達に食ってかかった。倍達の冷静な対応でその場は収まるが、この時倍達は「やがて自分の敵に回る」「酒で人生を誤る事になるかもしれない」事を予感する。
やがて倍達の帰国からしばらく後に日本に帰った力道山は遂に日本でプロレス興行を始め、一大ブームを巻き起こし、時の人となる。帰国後の倍達と親交を結んでいた木村政彦も誘いを受け、プロ柔道を解散してプロレスに転向するが、倍達が試合会場に足を運ぶと木村は対戦相手のシャープ兄弟に集中攻撃を受け、それを力道山が助けに入るという展開がされていた。試合後に力道山と再会した倍達は、尊敬する木村が「負け役」を演じさせられている事を直感し、また自分の挨拶にそっけない対応をされた事に不信感を抱くが、力道山ｖｓ木村戦が決まった後の雑誌の企画で対談した際は以前と同じ気さくな態度である事に安心する。当の力道山は対談が終了して記者達が帰って倍達と二人きりになったところで、改めてハワイ時代の態度に戻り、「場合によっては木村をリングの上でぶち殺す。向こうもその気で来るだろうから」と漏らすが、倍達が木村に空手を教えていると聞かされて愕然とする。
木村戦では力道山も木村も別人のように迫力がなく、甘い試合展開だった事で、倍達は筋書きが決まっている事を直感したが、木村の急所蹴りがきっかけとなって力道山が急に激昂、空手チョップの連打で木村を血の海に沈め、今度は一方的な八百長破りに気づいた倍達が激怒して力道山を付けねらう事になる。
赤坂の「ラテン・クォーター」でついに力道山を捕まえ、闘いを宣言する倍達だったが、力道山はしばらく無言で立ち尽くしていた後、いきなり傍にあったマイクの柄を掴んで武器のように振り上げ、それを見た倍達は、かつてハワイでは自分に食ってかかった力道山も成功した事で「金持ちけんかせず」になってしまった事を感じ、気持ちが急激に冷めてその場を立ち去る。
そして時は流れ、東京オリンピックが開催され、連日会場に足を運ぶ倍達の胸には、前年に暴漢に刺されてこの世を去った力道山の思い出が蘇っていた。それは、かつて二人がまだ仲が良かった頃にハワイにて、日本でのオリンピック開催を夢見て熱っぽく語っていた力道山の姿であり、倍達は、「あの男は、何と言っても偉大だった」と思いを巡らせ、一人涙ぐむのであった。
実在の力道山については、「力道山」を参照。
タム・ライス
アメリカ太平洋岸チャンピオンのプロレスラー。元はヘビー級のプロボクサーであり、ボクサー時代は連続24KO勝ちの記録を持っている。全ヨーロッパヘビー級タイトルにも挑戦し、これは反則負けになったが、叩きのめされて再起不能になったのはチャンピオンの方。その時のレフェリーの判定が不満で、次の試合のレフェリーが同じ人物だったため、彼を半殺しにしてしまった事でボクシング界を永久追放になったという。
力道山が警官に、空手チョップをインチキ呼ばわりされた事への反論として、警棒をチョップで折ってみせたのを同じ控え室内で見届けており、その際に特に強がったり凄んだりする事もなく、当然のように「俺には空手チョップは通用しない」と忠告する。
力道山戦は前述の通りタムの圧勝に終わったが、それをきっかけに、東洋の空手を封じたとの触れ込みで「空手殺し」を名乗った事で、今度は倍達が激怒。「カラテ・デビル」と名乗った倍達とアメリカ本土で闘う事になる（倍達は、「マス・オーヤマ」および「マス・トーゴー」という名前では前述の八百長破りの一件があって本土では試合をさせてもらえないため、変名を使った）が、試合では倍達の「三角飛び」でKO負けを喫した。
ヘンリー・アーサー
アメリカ国内ランキング4位、世界ランキングにも名を連ねた事のある超一流ヘビー級ボクサー。タム・ライス戦はKO勝ちを収めたものの、いざ試合が始まるまで恐怖に震え、神に祈るほど追い詰められ、試合では力道山の敵討ちもあって意地でも手刀で勝負に来ると見せかけながら、相手の情報外の三角飛びでの勝利となった事で「ボクシングから逃げてしまった」「作戦などで勝っても無意味」と自己嫌悪する倍達は、タム戦後の取材に押しかけた報道陣の前で「一流ヘビー級ボクサーとの真剣勝負を希望」「もし自分が負けた場合賞金3,000ドルを進呈する」と宣言して対戦相手を募り、名乗りを上げた多数のボクサーの中から「誰が見ても最強の男」と判断して彼を選んだ。
試合開始早々倍達はアーサーの殺人パンチを受けてダウンしてしまい、立ち上がったものの意識は失ったままで、「心の旅路」の状態で試合を続ける。ダウンを再三奪いながらも倍達がすぐ立ち上がって来る事でなかなかKOできない事に苛立ったアーサーは、ラウンド終了後にレフェリーに「次のラウンドからはベアナックル（素手）で闘う」とレフェリーに宣言。レフェリーも「お前だけがグローブをはめてパンチの威力を減殺されているのは不公平だから」との理由で認める。
確かにパンチの威力は増し、倍達の顔面をかすめただけで風圧で頬が切れる程の威力を見せるが、倍達が無意識に出した正拳突きがアーサーのパンチと正面衝突。「岩のように固い」アーサーのパンチだったが、「本物の岩をも砕く」倍達の正拳の破壊力の前に、右拳関節を粉々に砕かれ、悲鳴を上げて悶絶したところを倍達の連打を浴びて血みどろのKO負けとなってしまった。
勝利した倍達の方は夜になってようやく意識が戻り、目の前に「プロレスに続いてボクシングも制覇した記念」に東郷が手配した「お頭付きの鯛と赤飯」がある事に面食らう。
意識を失っていたものの、ボクサーとの闘い方を体で覚えた倍達は、その後も対戦するヘビー級ボクサーを次々に撃破して行く。
ジャック・デンプシーと、その息子
倍達があるボクサーとの試合に勝利して控え室に引き上げてきたところをグレート東郷に紹介され、自身もかつてデンプシーの記録映画を見て血沸き肉躍らせた事のある倍達は握手を交わし、歳を取っても驚異的な握力を維持している事に感心する。彼によれば息子がどうしても倍達の弟子になりたいと言うので連れて来たという事だったが、倍達は自身が強くなる事に精一杯で、とても他人を教えるような資格も暇もないと詫び、デンプシーも「闘う男とはそういうもので、わしも若い頃は他人事ではなかった」と、がっかりする息子を諭した。しかし、この無邪気な弟子入り志望者との出会いは、倍達にとっても大きな意味を持つものとなり、力道山との決裂後に子供たちを指導するようになった頃、懐かしく思い出すのであった。
与那島（よなじま）六段
空手道場「天風館」の主で、仲曽根七段の高弟。「馬殺し」の異名を持ち、馬を殺して内臓を素手で掴み出す実力者という触れ込みで弟子を集めた。
倍達が雑誌記者に語ったアメリカ遠征についての話を嘘だとこき下ろし、その発言が原因で雑誌に収録予定だった記事は中止となった。
記事が載らない事以上に自身の闘いを否定された事に激怒した倍達は直ちに抗議に向かい、話の流れから空手界一の荒行「百人組手」を行う事になる。
百人組手では、当初は倍達がすぐ音を上げると高を括っていた与那島だが、予想以上のハイペースで弟子達を倒して行く倍達の勢いに危機感を持ち、ついに奥の手として、道場内を油の付いた足で歩き回る事で滑りやすくして、自分達は滑り止めを使う事で倍達を苦しめる「鬼殺し・油地獄」の作戦を取り、一時は倍達を窮地に陥れる。だが与那島の「殺しても構わん」の台詞と、調子に乗って本当に殺そうとする道場生に倍達の怒りが爆発。「そっちがその気なら」と道場生に金的蹴りを食らわせてダウンを奪い、うろたえる与那島や道場生たちの隙を付いて、ダウンしている道場生の帯を足に巻いて滑り止めを完了。その後は一方的に道場生を叩きのめして約束通り与那島との組手に持ち込む。
しかし実際に戦ってみると、「馬殺し」と呼ばれる割には「門弟達の中の気の利いた連中と大した違いはない」強さで倍達の敵ではなく、すぐに戦意を喪失。
「馬殺し」は、倍達の「牛殺し」にヒントを受けて、既に死んでいる馬の腹を裂いて内臓を取り出し、それを写真に撮らせただけだと白状。倍達は呆れて怒る気も失せてしまったが、せめてもの償いに雑誌編集部に連れて行き、倍達の名誉回復をさせて手打ちとした。
木村政彦（きむら まさひこ）
不世出の大柔道家。帰国後、詐欺に遭い、財産のほとんどを失って極貧の生活をしていた倍達が息抜きに覗いたプロ柔道の興行でその強さを存分に披露し、感動した倍達が控え室を訪れ挨拶。木村も「牛殺しの大山」の噂は聞いており、空手界における大山倍達の立場が柔道界における自分の立場と同じと感じていた事もあり意気投合する。その後木村は倍達の家を訪ね、帰国した力道山にプロレス入りを打診された事を告げ相談した。倍達の後押しもあって木村はプロレス入りを決めるが、その後木村から連絡もなければ招待券の一枚も送って来ない事を不審に思い、また妻の置八子に、街頭テレビのプロレス中継で木村が相手にやられて力道山が助けに入るという展開がなされていたと聞いた事もあり、自分でプロレスを見に行って試合を確認、木村が負け役をやらされている事に気付く。その後力道山との真剣勝負を決意した木村に請われ、倍達は空手を指導するが、試合前日に会った木村が、試合を翌日に控えていると思えないほど酔っ払っている事に衝撃を受ける。木村を心配する倍達に彼は「わしは断じて負けん。それでいいじゃろう」と漏らす（「負けん」とは言ったが、「勝つ」とは言わなかった木村の真意に倍達が気付いたのは後の事だった）。いざ試合では、開始早々木村、力道山共に別人のような甘い闘いぶりに倍達はある疑いを抱くが、木村の急所蹴りを受けた力道山は突然激昂する。木村の方はなぜ力道山がそんなに怒るのか分からないという表情を見せ、直後力道山の空手チョップをまともに受けて昏倒、そのまま攻撃を受け続けてKOされてしまう。倍達は前述の「疑い」が原因で激怒し、リングに上がって力道山に戦いを挑もうとするが関係者に制止され、それでも振り切ってリングに上がろうとすれば出来ない事もなかったが、制止された事もあって幾分冷静になり「どんな試合であろうと、戦った直後で疲れている相手に戦いを挑むのは男らしくない」と考え直した（この際相撲・格闘技評論家小島貞二の「大山倍達がそのまま力道山と戦っていたらプロレスの歴史は変わっていただろう」という評論が引用されている）。試合後の木村は倍達の前で「おれはバカだ、アホウだ、まんまと力道の野郎に裏切られた…！」と号泣、倍達の「疑い」通り、試合は筋書きが決まっていたのだと漏らす。初めはお互い真剣勝負のつもりだったが、関係者の説得もあり引き分け案が出され、その言い分にももっともな点があり、当の力道山がOKしたから自分も従う他は無かったという。木村が試合前日に酒を飲んで酔っ払っていたのは張り合いを失い「八百長に特訓など無意味だから」という理由であり、そのつもりで力を抜いていたところに突然始まった力道山の本気の攻撃の前に全く対応できなかったと漏らす。そんな木村に倍達は、自分も力道山が約束を破った事に気が付き、それで激怒して戦いを挑もうとした、と明かしたうえで、「今にして思えば力道山の方も先輩（木村）が約束を破り本気になったと思ったのだろう。彼にしてみれば（木村はやる事がなくなったため形だけやったにすぎないとはいえ）男子最大の急所を蹴られた事で木村への恐怖心もあって逆上、殺される前に相手を殺す、という気持ちで攻撃したのだろう」と推測した。続けて倍達は「『鬼の木村』らしくない八百長などをやったからこんな悲喜劇を招いたのだ」と糾弾し、「あなたができなかった力道山との真剣勝負を私がやる」と宣言して、もう二度と会わない決意でその場を離れる。実在の木村についてはリンク先を参照。なお漫画と異なり現実には大山倍達は木村の弟分のような立場で作中の時代以前から親交があった。また力道山戦以降も木村と会っていた記述が、大山倍達の著書から確認でき、東京五輪後に木村が大山に対してヘーシンクについて触れ「大山君、私ならあのヘーシンクを倒せたよ。彼には技の変化がないからな…」と漏らした逸話を紹介している。一方で『木村政彦はなぜ力道山を殺さなかったのか」では、後に木村が力道山と「手打ち」を行った事で大山は激怒し、木村本人に絶縁宣言をして、以後二度と会っていないと記述されている。強さについて、作中では「大山倍達（談）」として、「鬼の木村の全盛期ならヘーシンクもルスカも3分と立っていられない」とされている。また、倍達が木村に空手を指導したとなっているが、実際の木村は（あくまで柔道修行の一環であるが）柔道と並行して空手の修行（剛柔流の師範の資格も有する本格的なもの）もしており、習った時期的にはむしろ大山倍達の先輩空手家と言える。
本作においては、連載当時日本ではブラジリアン柔術自体がほとんど知られていなかったという事情もあってか、木村政彦が闘ったエリオ・グレイシー戦については特に触れられておらず、時系列的にエリオ戦の時期に相当する過去の出来事として、ブラジルで無敵の大暴れをしていた「体重200キロの人間離れした強さのプロレスラー」を、プロ柔道の遠征で乗り込んできた木村が（現実のエリオ戦同様）関節技で腕を折って勝利したと描かれている。
由利辰郎（ゆり たつろう）
実力的には日本の空手家を全く問題にしていなかった倍達が、ただ一人の例外と感じていた空手家。倍達が子供たちに実戦空手を教え始めた事で弟子を取られた他の寸止め空手の道場主の依頼を受けて倍達に道場経営をやめるよう忠告に訪れた。その際、指で湯呑み茶碗に穴を開けて見せ、「わざわざ腹減らしの真似はやらんが、わしとてその気になれば牛ぐらい殺せるわさ」と嘯き、倍達も「かもしれん」と認めるが、忠告を却下した事で闘いとなる。実力もさる事ながら、卑劣な手段も用いて倍達を苦戦させるが、不摂生な生活が続いた事によるスタミナの無さを見抜かれて敗北。その後この一件がきっかけで一時子供たちが親達から空手を禁止され、倍達は単身親達への説得に向かい、子供達の団結による親達への説得や、倍達自身が親への罵倒を嗜めるなど毅然とした態度を取った事で親達の信頼も獲得、正式に「大山空手道場」後の「極真会館」が産声を上げる事になる。これをきっかけに倍達は、それまで月謝も取らずに教えていたのを、「自信があり、全力を尽くすからにはそれなりの報酬を受け取ってこそ信頼される」と考えを改め、最低限の月謝は取るようになる。
ブラックコブラ
タイ式ボクシング界に君臨する最強のミドル級チャンピオン。タイで倍達の案内人を務めた佐伯いわく、「タイ人は小柄なのでヘビー級はなく、ミドル級が最重量級。そのチャンピオンであるブラックコブラは、タイ式ボクシング界随一の強い男といえる」。そのキックの速さによる残像で足が何本にも見える事から「千本足の魔神」と呼ばれてタイ国民の尊敬を集め、国王と共に食事をする事さえあるという国民的英雄。ルンピニー・スタジアムにて倍達と対戦した。ロープのバウンドを利用した跳び蹴りを駆使して倍達を苦戦させるが、試合中その動きが単調である事に気付いた倍達に動きを読まれ、秘技「空中二段蹴り」で倒された。過去の戦いの後遺症で胸から肋骨の一部が飛び出しており、倍達も少年の密告からそれを知っていたが最後までそこを攻める事はなかった。アニメ版では敗れた後に立ち上がり、自分に勝った「飛鳥拳」の強さを称えてから再び崩れ落ちた。作品終盤で描かれた添野義二のタイ遠征のエピソードでは、ミドル級ではなく「（ラジャ系より格下とされる）ルンピニー系ウェルター級チャンピオン」と、本エピソードよりスケールダウンした存在になり、「空中三段蹴り」で倒された事になっている。
ブラッドショー
在日米軍座間キャンプの日系アメリカ人ヘンリー井上陸軍軍曹と、その上官ウェーバー大佐の紹介で倍達をヨーロッパに招いた格闘技マニアの大富豪。後述のアニメ版では「ブラッド＝ジョー」という名前になっている。
ボーモンの弟子
倍達がフランスの柔道場で空手のデモンストレーションを披露し、「空手こそ地上最強の格闘技」と宣言した事で、あくまで参考までに柔道をやっているだけで、フランス伝統の格闘技「サファーデ」が本業だという彼が、倍達と同じ芸当を披露し、「サファーデこそ地上最強の格闘技で、あんたの空手最強論は思い上がりだ」と挑発、自身含め弟子たちは他流試合を禁じられているが、サファーデとの勝負を望むものがいれば「先生」に報告して、先生が闘う事になっていると告げる。弟子の彼でさえあれだけの技をやってのけたのに、それ以上の先生が存在する事に興味を覚えた倍達は勝負を快諾する。
ボーモン
フランス伝統の格闘技「サファーデ」の達人。弟子には他流試合を禁じているが、サファーデの強さを疑い、勝負を望むものがいれば一人の例外もなく相手になり、その強さを証明する男。今まで、レスラー、ボクサー、サンボ使い、柔道家等が彼に挑戦し、その蹴りの威力で病院送りになっていたという。倍達はまだ会わないうちから、自らが戦うという姿勢に「日本の空手界の大先生たちとはなんと違う事か」と好意を覚えた。非常に長身で、対峙した倍達も「小柄なフランス人にもあんな大男がいるのか」と驚く。試合ではブラックコブラさえ使わなかった「空中二段蹴り」を易々と使いこなし、倍達がやや劣勢の展開だったが、起死回生の頭突きから、かねがね考えていた新必殺技「空中三段蹴り」を完成させた倍達が逆転勝利を収める。
後に、カイザーからプロレス転向を薦められていた事が語られるが、サファーデに拘って断ったという。カイザーは、倍達に「きみに敗れてはネームバリューはがた落ちでもう用はないが、いずれにしても金儲けはできん男だ」と酷評したが、ボーモンに好意を持っている倍達は、「誇り高い彼なら当然断ったでしょう」とカイザーに告げる。
「カイザー」カール・クラウス
欧州の格闘技界において、文字通り「皇帝（カイザー）のような権力を誇る実業家。ブラッドショーの紹介で倍達と会い、自身が主催する、高級ナイトクラブ内で行われるプロレスへの転向を薦める。しかし倍達に断られたうえに、その主催するプロレスが、「地上」で行われるそれと同様にシナリオありきの代物（クラブの会員である富豪たちは、こういうところで行われるプロレスは真剣勝負であると思っていた）である事をバラされて激怒、「やつを野垂れ死にさせてやる!」と嘯く。カイザーに逆らった事で倍達はたちまち追い込まれ、一時は本当に野垂れ死にする寸前となる。だが実際には倍達がすぐに音を上げて泣きついてくるものと思っており、そうなったらすぐに許して地下プロレスを紹介するつもりでいたため、逆境にも負けずしぶとく生き延びる倍達を見て予定を変更して自分からブラッドショーを通して地下プロレス参戦をオファーしてきた。後述のロゴスキーとの試合で倍達が勝利した際、「勝った以上きみは地下プロレスの新チャンピオンであり、負けるまで防衛戦を行ってもらう」と通告し、多数の「マシンガン」に囲まれた倍達は一時は「意にそまぬ事を強制されるよりは」と戦った末で死を選ぶ事も覚悟したが、ロゴスキーが、「長年地下プロレスで無敵のチャンピオンを続けた功労によるボーナス」として、倍達を地上に戻してやる事を要求した際、ロゴスキーには有力な後援者が付いているという事情もあったが、「それを認めたら現金によるボーナスは支払われない」事を念押しのうえで承諾するなど、度量の広さを見せた。
イワノフ・ロゴスキー
パリの地下プロレスの王者。ロシア帝国時代からのレスラーの家系で、表舞台で対戦相手を殺してしまい地下に流れてきた。倍達との対戦をカイザーに告げられると忠告と称して倍達に自分の生い立ちを語り、「お前が弱ければおれも（手加減する余裕があり）骨の二、三本折る程度で済ませられるが、悪い事になまじ強い。それではおれの応対も変わり殺してしまう、だから止めておけ」と語る。倍達も、その忠告が誇張でも何でもない事を認めたうえで、「強大な相手を見ると、本当はこわいくせに闘いを挑まずにはいられない、呪われた血だ」と返し、試合が決まる。倍達と死闘を繰り広げるが、倍達の空中三段蹴りに敗退する。たとえ勝とうと地上に戻してもらえない倍達との友情を感じ、連勝をして儲けさせてきた地下プロレスの胴元・カイザーに自分へのボーナスがわりに倍達を地上に戻してもらう。彼の友情を感じた倍達は、後にこの時の事を思い出す度に涙ぐむ事になる。この時のファイトマネーは、倍達自身あまり感心した方法で手に入れた金ではないと思っていたが、ロゴスキーの友情に清めてもらったと思って、有意義に生かす事を決意、それまで会社（倍達が野垂れ死にから身を守る目的で就職した運送会社。商売敵とのトラブルを経て従業員達から護身用として教えて欲しいと申し出があり、彼らが欧州での最初の弟子達となった）のガレージで、会社に睨まれながらの稽古だったのが、ジムを借りる事ができ、日本から弟子たちのために空手着を注文する事が出来た。
陳老人
香港拳法界にその人ありと称され、多くの人々の尊敬を集める達人。この時の倍達は前述のタイ式ボクシング、サファーデ、地下プロレスらとの連戦連勝の戦績からいささか慢心が出てきており、陳の事も会う前から「陳さんがニセモノなら、逃げても不思議はない。」と嘲笑しながら呟くなど、見下した思いを持っていた。実際に会うと陳は枯れ木のような、60をとうに越した老人であり、倍達は態度こそ殊勝だったものの、腹の中では「お話をありがたく伺って引き上げるのが礼儀のようだ。敬老精神…か」とせせら笑っていた。しかし陳は挨拶の後実際に立会おうと申し出る。高齢だったために倍達は本気の手合わせはせず、適当に寸止めであしらおうとしたが、実際に立ち会うと「交差法」を極限まで追求した見事な「円の動き」に追い詰められ敗北を認めるはめになった。倍達の素質を認めた陳の勧めで一週間弟子入りした倍達は円の動きを習得し、組手で陳の一番弟子「張(チャン)」を圧倒、陳との再戦は行わないものの、陳自身が、張は体力に恵まれて若さの盛りだけに、最近では自分も組手では押されぎみの強者である事を告げ、「『技は力の中にあり』ですからな。したがって私は一週間前には幸いあなたに勝ったが、もはや及ばぬでしょう」と倍達が自分を超えた事を認めた。倍達は、陳の『技は力の中にあり』の言葉を有難い教訓として噛み締め、「おれは強くなった」と実感して、陳とその弟子達に見送られながら日本に帰国した。後年、倍達の弟子でもある弁護士チャングの集めた情報では、技の切れ、破壊力などは、李青鵬の方が遥かに上という専門家筋の評価であり、陳はあくまで優れた人格を尊敬されて李と対等に扱われているだけとされた。前述の通り、陳には自分を越えたと認められたものの、倍達はこの時も自分が生涯唯一の敗北を喫した陳よりも上という事で李青鵬に脅威を感じていた。後年倍達の弟子である真樹日佐夫が、当時の陳一族の首領、陳ヨウリンを倒して、長年の雪辱を果たしたと本作のラストで語られている。
大山倍達の著書や、極真空手機関誌「パワー空手」内の質問箱『マス大山の正拳一撃』での読者の質問で大山が答えた際には、敗北を認めたのはあくまでその理論や陳の人格に敬服した故であり、実際の試合では寸止めのようなルールであり、「真剣勝負なら私は陳先生を叩き伏せていただろう」としており、著書での描写では手合わせ後、脱帽して敗北を認める大山に対し、陳が「私は危うく蹴り倒されるところだったし、実際に闘えばきっとあなたの勝ちでしょう」と語ったとしている。
大山茂
倍達がヨーロッパを転戦して大山空手の普及に努めている間に日本の大山道場に入門していた。帰国して弟子達の稽古を見ていた倍達はすぐに注目し、「かつての有明省吾を思い出させるが、有明が柔ならあれは剛だ」と評価する。自分と同姓である事を知った倍達がまぎらわしいからこれからは茂と呼ぶと前置きしたうえで「きみは空手が好きか？」と聞いたところ、「寸止めルールのダンス空手は好かんであります。実際に相手をぶちのめせる大山空手なら死ぬ程好きであります!!」と吠える。実力は申し分ないが、倍達と道場で会った数日後に刃物を持った数人相手に喧嘩沙汰を起こす。刃物の攻撃は全て交わして相手を全員叩きのめしたが、相手の一人がバットで殴りかかってきたのをわざと正拳で受け止め、バットをへし折った代わりに拳を骨折した。これを聞いた倍達は、「喧嘩好きも有明並みか!」と吐き捨てるが、事件を報告した妻の置八子に、みんな稽古はよくするが、喧嘩沙汰も絶えず、しょっちゅう警察から小言をもらっている事を聞かされ、技のみ教えて心の修行が出来ていなかった事を思い知る。海外支部に指導員を派遣するには、大山空手の心も知らなければ海外でもケンカ空手にされてしまうと危惧し、茂を厳しく諭す。当初は自分からケンカを売ったわけではないし、向こうが悪かったと反発する茂だったが、「では、この大山倍達が相手でも、わたしが悪ければお前はかかってくるのだな？」と詰問され、所詮勝てると思う相手だから叩きのめしていたという現実を自覚させられ、それに気が付いた彼は自分が間違っていた事を悟り、謝罪した。倍達は後に芦原英幸が入門した際に、芦原を「有明省吾同様、野獣の目を持つ男」、中村忠を「澄み切った迫力」とそれぞれ評し、茂の事は「野武士的荒々しさ」と評した。作中の大山門下の高弟の中でも強さと存在感は飛び抜けており、倍達は「空手巌流島編」序盤でのニューヨーク支部での弟子達との組手を見ながら、「東京本部時代、ケンカ十段の芦原ですら（組み手を）いささか敬遠した超弩級の強さはますます凄みを増している」と評し、後のエピソードでは芦原自身との会話で「ケンカ十段の芦原でさえ、彼（茂）だけは苦手とした程の極真会きっての荒武者」と評している。ニューヨークでのカンフーとの対抗戦では副将を務め、勝利した事で少なくとも数字の上では極真空手側の敗けがなくなった状況を作り出し、大将の倍達へ繋いだ。
黒崎健時
（本作においては）前述の有明省吾を除けば倍達の最古参となる弟子。海外支部長として派遣される際に、「大山空手の名誉を汚す事になれば、腹を切ってお詫びする覚悟であります！」と決意表明して機上の人となる。しかし支部創設間もなく、道場が掲げた「一撃必殺」の謳い文句を見て、相当喧嘩慣れした男が「この俺様相手でもワンパンチ（一撃）で倒せるのか？」と挑発を受け、倒せると断言、もし倒せなければ日本の侍のように腹を切ると宣言する。切腹は恐れない黒崎だったが、自分が一撃必殺に失敗する事で大山空手の看板を汚す事を恐れ、もしそうなってしまった場合、自分は死力を尽くして散っていったと許して欲しいと涙ながら日本の倍達に国際電話を掛ける。電話を受け、話を聞いた倍達は、すぐにでも飛んで行って抱き締めてやりたい感情を抑え、敢えて心を鬼にして、大山空手の名誉を汚した時は、見事死んでみせよ！と告げて電話を切る。勝負の時、黒崎は、一撃必殺がならなかった場合、たとえ自分が切腹してもそれで済まなくなる事を自覚し、何としても一撃のみで仕留めるために相手の攻撃は交わし続け、小技は出さず一撃で倒せるチャンスを待つ。ついに男に捕まり、道場の壁に叩き付けられて悶絶するが、そのために目標である男の顔面が自分の目の前に固定される事になり、渾身の「中指一本拳」が男の顔面（急所の一つである人中）に炸裂。宣言通りに一撃で男は血の海に沈んだ。電話で吉報を聞き、「よくぞ一撃必殺を成し遂げてくれた！」と喜ぶ倍達に、黒崎は、倍達の見事に死んでみせよという言葉を聞いていなければ、つい自衛の気持ちが芽生え、中途半端な攻撃に走って一撃必殺はならなかったと礼を述べる。後年、暴力事件を起こして破門された芦原英幸が黒崎の元に倍達への取り成しを願いにやって来た際、目の前で指を詰めそうになったのを見て「館長（倍達）をなめるな!そんな事でたまげて破門を取り消されるようなお方だと思うのか!」と一喝して、本気で破門を許されたいなら、とことん骨目に沁みて辛い生き地獄に自分を放り込んでから詫びを入れろと告げる（本作ではそのために何をするのかは自分で考えろと突き放しているが、芦原の著書では、黒崎の方で廃品回収の道を提案してくれたとしている）。
李青鵬
前述の通り陳老人を、人間性はともかく拳法の実力では上回ると(作中の)専門家達に評される香港拳法家。
ピート・マックレーン
芦原と闘ったジプシー空手家。
ヨルダン国王
国内で内乱が絶えない事で、護身のために息子や近衛兵達共々空手を習いたいと倍達に依頼する。様々なスポーツに万能であるが、大山空手は勝手が違い苦労する。王、王妃、王子、倍達、大山茂、中村忠の六人で会食中、王妃が倍達にギリシア神話の英雄ヘラクレスの例に倣って「王宮で飼っているライオンと戦って欲しい」と依頼し、これには倍達も思わず手にした食器を取り落として硬直し、同様に仰天した茂と中村が「ヘラクレスはあくまで伝説上の人物で、人間の体はいかに超人的に鍛え抜こうとライオンとケンカできるようには作られていない！」と抗議したところで、国王が笑いながら「王妃は冗談が好きだし、王宮のライオンも、もう少し長生きさせてやろう」と取り成し、事なきを得た。「大山倍達（談）」として、「国王の取り成しでライオンの牙から解放され、ホッとしなかったと言えば嘘になるが…百獣の王との対戦が実現しなかったのに残念な気もするのはやはり空手バカ故か」としている（なお、大山倍達が原作者に名を連ねている別作品「空手戦争」では、主人公がライオンと戦うシーンがある）。作中では国王というだけで名前は出てこない。
- 大山泰彦
- 中村忠
- 郷田勇三
- ジョン・ブルミン
- スティーブ・アニール
- 芦原英幸
- 山崎照朝
- 添野義二
- ルック・ホランダー
- 長谷川一幸
- 三浦美幸
- 佐藤勝昭
- 大石代悟
- 盧山初雄
- 岸信行
- 佐藤俊和
- 東孝
- 二宮城光
- 東谷巧
- ウィリアム・オリバー
- ウィリー・ウィリアムス
- チャールズ・マーチン
- ハワード・コリンズ
- 富樫宜資
- 三木武夫
- 毛利松平
- レーバン
- 梶原一騎

真樹日佐夫
原作者梶原一騎の実弟。少年時代から勉強もよく出来た代わりに滅法気が荒かった。ケンカをやって負けた事がなく、中学一年で全校の番長になり、高校一年でまた全校のボスになった。空手でもやらせれば逆に大人しくなるかと兄が空手を薦めるが、「一番強いのはケンカの達人だよ」と嘯いて相手にしなかった。ようやく首に縄を付けるようにして梶原が倍達に合わせたところ、真樹は一目で倍達に圧倒され、小さくなっていた。それからは倍達も呆れる程に熱心な弟子になる。作中では大会が始まった頃から審査員席のシーンでモブキャラクターとして描かれているが、タイから帰国した添野を出迎えるシーンで本格的にストーリーに絡む。

## 書誌情報
1972年10月 - 1978年1月発売の初版の後、5回の再版・再編集版が発売されている。しかし、電子書籍版は2022年12月現在まで配信されていない。理由は大量の中古本が市場に出回っていることの他、つのだと梶原の確執からか著作権の問題があることが指摘されている。#作品の周辺 を参照。
- 『空手バカ一代』講談社〈マガジンKC〉、全29巻（初版）

1. 1972年10月10日発売、ISBN 978-4-06-109167-2
2. 1972年10月10日発売、ISBN 978-4-06-109168-9
3. 1972年10月10日発売、ISBN 978-4-06-109169-6
4. 1973年1月20日発売、ISBN 978-4-06-109178-8
5. 1973年1月20日発売、ISBN 978-4-06-109179-5
6. 1973年1月20日発売、ISBN 978-4-06-109180-1
7. 1973年5月10日発売、ISBN 978-4-06-109190-0
8. 1973年8月10日発売、ISBN 978-4-06-109203-7
9. 1973年10月10日発売、ISBN 978-4-06-109213-6
10. 1974年1月20日発売、ISBN 978-4-06-109225-9
11. 1974年1月20日発売、ISBN 978-4-06-109226-6
12. 1974年5月20日発売、ISBN 978-4-06-109248-8
13. 1974年11月20日発売、ISBN 978-4-06-109279-2
14. 1974年11月20日発売、ISBN 978-4-06-109280-8
15. 1975年2月15日発売、ISBN 978-4-06-109286-0
16. 1975年3月25日発売、ISBN 978-4-06-109293-8
17. 1975年5月30日発売、ISBN 978-4-06-109300-3
18. 1975年9月5日発売、ISBN 978-4-06-109323-2
19. 1975年12月20日発売、ISBN 978-4-06-109334-8
20. 1976年3月8日発売、ISBN 978-4-06-109354-6
21. 1976年5月30日発売、ISBN 978-4-06-109370-6
22. 1976年7月30日発売、ISBN 978-4-06-109390-4
23. 1976年9月30日発売、ISBN 978-4-06-109404-8
24. 1976年12月20日発売、ISBN 978-4-06-109418-5
25. 1977年4月20日発売、ISBN 978-4-06-109436-9
26. 1977年7月20日発売、ISBN 978-4-06-109452-9
27. 1977年8月25日発売、ISBN 978-4-06-109460-4
28. 1971年11月15日発売、ISBN 978-4-06-109472-7
29. 1978年1月30日発売、ISBN 978-4-06-109490-1

- 『空手バカ一代』講談社〈KCスペシャル〉、全17巻

1. 1982年9月発売、ISBN 978-4-06-101001-7
2. 1982年9月発売、ISBN 978-4-06-101002-4
3. 1982年9月発売、ISBN 978-4-06-101003-1
4. 1982年9月発売、ISBN 978-4-06-101004-8
5. 1982年10月発売、ISBN 978-4-06-101005-5
6. 1982年10月発売、ISBN 978-4-06-101006-2
7. 1982年10月発売、ISBN 978-4-06-101007-9
8. 1982年11月発売、ISBN 978-4-06-101008-6
9. 1982年11月発売、ISBN 978-4-06-101009-3
10. 1982年12月発売、ISBN 978-4-06-101010-9
11. 1982年12月発売、ISBN 978-4-06-101011-6
12. 1983年1月発売、ISBN 978-4-06-101012-3
13. 1983年1月発売、ISBN 978-4-06-101013-0
14. 1983年2月発売、ISBN 978-4-06-101014-7
15. 1983年2月発売、ISBN 978-4-06-101015-4
16. 1983年3月発売、ISBN 978-4-06-101016-1
17. 1983年3月発売、ISBN 978-4-06-101017-8

- 『空手バカ一代』講談社〈KCデラックス〉、全8巻

1. 1989年10月23日発売、ISBN 978-4-06-313200-7
2. 1989年11月22日発売、ISBN 978-4-06-313201-4
3. 1989年12月19日発売、ISBN 978-4-06-313202-1
4. 1990年1月23日発売、ISBN 978-4-06-313203-8
5. 1990年2月23日発売、ISBN 978-4-06-313204-5
6. 1990年3月23日発売、ISBN 978-4-06-313205-2
7. 1990年4月23日発売、ISBN 978-4-06-313206-9
8. 1990年5月23日発売、ISBN 978-4-06-313207-6

- 『完全復刻版 空手バカ一代』講談社〈KCデラックス〉新書判、全29巻

1. 1995年1月18日発売[10]、ISBN 978-4-06-319557-6
2. 1995年1月18日発売[11]、ISBN 978-4-06-319558-3
3. 1995年2月20日発売[12]、ISBN 978-4-06-319564-4
4. 1995年2月20日発売[13]、ISBN 978-4-06-319565-1
5. 1995年3月16日発売[14]、ISBN 978-4-06-319569-9
6. 1995年3月16日発売[15]、ISBN 978-4-06-319570-5
7. 1995年4月17日発売[16]、ISBN 978-4-06-319585-9
8. 1995年4月17日発売[17]、ISBN 978-4-06-319586-6
9. 1995年5月18日発売[18]、ISBN 978-4-06-319593-4
10. 1995年5月18日発売[19]、ISBN 978-4-06-319594-1
11. 1995年6月16日発売[20]、ISBN 978-4-06-319597-2
12. 1995年6月16日発売[21]、ISBN 978-4-06-319598-9
13. 1995年7月18日発売[22]、ISBN 978-4-06-319608-5
14. 1995年7月18日発売[23]、ISBN 978-4-06-319609-2
15. 1995年8月18日発売[24]、ISBN 978-4-06-319614-6
16. 1995年8月18日発売[25]、ISBN 978-4-06-319615-3
17. 1995年9月18日発売[26]、ISBN 978-4-06-319622-1
18. 1995年9月18日発売[27]、ISBN 978-4-06-319623-8
19. 1995年10月17日発売[28]、ISBN 978-4-06-319627-6
20. 1995年10月17日発売[29]、ISBN 978-4-06-319628-3
21. 1995年11月17日発売[30]、ISBN 978-4-06-319634-4
22. 1995年11月17日発売[31]、ISBN 978-4-06-319635-1
23. 1995年12月14日発売[32]、ISBN 978-4-06-319656-6
24. 1995年12月14日発売[33]、ISBN 978-4-06-319657-3
25. 1996年1月20日発売[34]、ISBN 978-4-06-319667-2
26. 1996年1月20日発売[35]、ISBN 978-4-06-319668-9
27. 1996年2月21日発売[36]、ISBN 978-4-06-319680-1
28. 1996年2月21日発売[37]、ISBN 978-4-06-319681-8
29. 1996年3月19日発売[38]、ISBN 978-4-06-319685-6

- 『空手バカ一代』講談社〈講談社漫画文庫〉A6判、全17巻

1. 1999年7月12日発売[39]、ISBN 978-4-06-260598-4
2. 1999年7月12日発売[40]、ISBN 978-4-06-260599-1
3. 1999年8月5日発売[41]、ISBN 978-4-06-260621-9
4. 1999年8月5日発売[42]、ISBN 978-4-06-260622-6
5. 1999年9月9日発売[43]、ISBN 978-4-06-260634-9
6. 1999年9月9日発売[44]、ISBN 978-4-06-260635-6
7. 1999年10月8日発売[45]、ISBN 978-4-06-260638-7
8. 1999年10月8日発売[46]、ISBN 978-4-06-260639-4
9. 1999年11月11日発売[47]、ISBN 978-4-06-260654-7
10. 1999年11月11日発売[48]、ISBN 978-4-06-260655-4
11. 1999年12月9日発売[49]、ISBN 978-4-06-260667-7
12. 1999年12月9日発売[50]、ISBN 978-4-06-260668-4
13. 2000年1月11日発売[51]、ISBN 978-4-06-260688-2
14. 2000年1月11日発売[52]、ISBN 978-4-06-260689-9
15. 2000年2月10日発売[53]、ISBN 978-4-06-260712-4
16. 2000年2月10日発売[54]、ISBN 978-4-06-260713-1
17. 2000年3月10日発売[55]、ISBN 978-4-06-260728-5

- 『空手バカ一代』講談社〈講談社プラチナコミックス〉B6判、全12巻

1. 徒手空拳編、2004年3月10日発売[56]、ISBN 978-4-06-353193-0
2. 前人未到編、2004年3月24日発売[57]、ISBN 978-4-06-353204-3
3. 暴熊対決編、2004年4月14日発売[58]、ISBN 978-4-06-353212-8
4. 自暴自棄編、2004年4月28日発売[59]、ISBN 978-4-06-353222-7
5. 全米震撼編、2004年5月12日発売[60]、ISBN 978-4-06-353237-1
6. 四面楚歌編、2004年5月26日発売[61]、ISBN 978-4-06-353252-4
7. 孤軍奮闘編、2004年6月9日発売[62]、ISBN 978-4-06-353262-3
8. 日本激震編、2004年6月23日発売[63]、ISBN 978-4-06-353276-0
9. 血闘無敗編、2004年7月14日発売[64]、ISBN 978-4-06-353290-6
10. 波瀾万丈編、2004年7月28日発売[65]、ISBN 978-4-06-353306-4
11. 地下王国編、2004年8月11日発売[66]、ISBN 978-4-06-353323-1
12. 拳禅一如編、2004年8月25日発売[67]、ISBN 978-4-06-353341-5

## テレビアニメ
1973年10月3日から1974年9月25日までNETテレビ（現：テレビ朝日）とその系列局で放送。全47話。放送時間は毎週水曜 19時30分 - 20時00分（日本標準時）。
様々な事情に配慮してか、主人公は大山倍達ではなく架空の空手家「飛鳥拳（あすか けん）」となっており、他にも名前が変えられているキャラクターが数名いる。ピストン堀口や木村政彦といった、原作において物語の展開に重要な役割を担っていた実在の人物も、アニメ版には登場しない。また劇中の飛鳥拳は、結婚せず独身のままで通すなど、原作・現実の大山倍達とは異なる部分も少なくない。
なお飛鳥拳の名は後に『蒼き流星SPTレイズナー』の主人公エイジの父ケン・アスカにも用いられている。
前半は比較的原作に近い話だが、後半は世界中をさまざまな格闘技と戦いながら旅をする内容となっており、オリジナルストーリーも少なくない。また、カマキリ拳法のエピソード等、梶原・大山原作の「空手戦争」など他漫画からの流用も見られる。終盤に描かれるカポエラや太極拳の使い手との戦いは原作漫画では影丸穣也が作画をしていたが、アニメ版ではつのだじろうのキャラクターデザインのままであり、クレジットにも影丸の名は使われない。アニメ版独自のエピソードに登場する敵は、ほとんど素行の悪い悪人として描かれているため、ストーリーは空手対異種格闘技というよりも勧善懲悪色が強いものとなっており、少年向けアニメとして飛鳥拳のヒーロー性を高めるための演出がなされている。また、極真会館による実写映像が時折挿入されている。
本放送時にはエンディングの後に、「空手の遊びは非常に危険」と視聴者に空手の危険性を喚起するテロップが入れられていたが、再放送では確認されていない。後年の再放送では、差別用語にあたるとされる一部の音声がカットされているが、飛鳥が渡米中に多用された「ジャップ」についてはそのまま放送している。
主題歌を歌っている大安蓮は、子門真人の変名である。
2021年4月からTOKYO MXで再放送されているが、これは原作の連載開始から50年を迎えるにあたり梶原の遺族から打診されたものだという。7月22日は『空手バカ一代レジェンド同窓会SP　バラいろダンディスピンオフ企画』が放送され、山崎照朝・添野義二・佐藤勝昭などが出演した。

### キャスト
- 飛鳥 拳（声 - 田中信夫） - 原作での大山倍達に相当。
- 有明 省吾（声 - 神谷明）（第6 - 12話、第14 - 16話、第45話）
- 加藤7段（声 - 北村弘一）（第5 - 7話、第10話、第14 - 15話） - 原作での仲曽根龍起に相当。
- テーラー小島（声 - 大竹宏）（第8話、第10 - 12話、第14 - 18話）
- トッド若松（声 - 納谷悟朗）（第18 - 27話）
- 五十嵐 じょう（声 - 加藤治）（第19 - 30話） - 原作での遠藤幸吉に相当。
- グレート東郷（声 - 雨森雅司）（第27 - 33話）
- 力道山（声 - 小林修）（第29 - 30話）
- 佐伯一郎（声 - 石井敏郎）（第33 - 35話）
- 黒木（声 - 青野武）（第45 - 46話） - 原作での黒崎健時に相当。
- 高津（声 - 竹尾智晴）（第45 - 47話） - 原作での大山茂と芦原英幸のエピソードを受け持つキャラクター。
- ナレーション - 大木民夫

### スタッフ
- 原作 - 梶原一騎、つのだじろう
- 企画 - 東京ムービー
- 作画監修 - 楠部大吉郎
- 美術監督 - 椋尾篁
- 撮影監督 - 清水達正、高橋宏固
- 録音監督 - 明田川進
- 音楽 - 小谷充
- 編集 - 井上和夫
- プロデューサー - 小澤英輔（NET）、稲田伸生（東京ムービー）
- 文芸担当 - 小田健也、松本昭典
- 録音 - グループ・タック
- 効果 - イシダサウンド
- 録音スタジオ - アバコ
- 作画 - 木村圭市郎、山口泰弘、進藤満尾、高橋春男 他
- 背景 - ムクオスタジオ
- 仕上 - 山名公枝→関根栄子（イージーワールド）
- 実写撮影 - 井上和夫、西川卓磨、大隅正秋
- 制作デスク - 波多野恒正、加藤良雄
- 制作協力 - Aプロダクション（現：シンエイ動画）、東京アニメーションフィルム、東京現像所
- 制作 - NET、東京ムービー

### 主題歌
ワーナー・パイオニア（現：ワーナーミュージック・ジャパン）から発売された。
オープニングテーマ - 「空手バカ一代」
歌 - 大安蓮 / コーラス - パイオニア児童合唱団 / 作詞 - 梶原一騎 / 作曲 - 平尾昌晃 / 編曲 - 小谷充
エンディングテーマ - 「空手道おとこ道」
歌 - 山崎照朝 / コーラス - ロイヤルナイツ / 作詞 - 梶原一騎 / 作曲・編曲 - 小谷充

### 各話リスト
| 話数 | 放送日         | サブタイトル               | 脚本              | 絵コンテ   | 演出            | 作画監督          | その他キャスト |
| ---- | -------------- | -------------------------- | ----------------- | ---------- | --------------- | ----------------- | --- |
| 1    | 1973年 10月3日 | 焼けあとに空手は唸った     | 硲健              | 黒田昌郎   | 岡部英二 出崎統 | 木村圭市郎        | 辰（声 - 納谷悟朗） 上官（声 - 塩見龍介） 米兵（声 - 青野武） 将校（声 - 細井重之） 夜の女（声 - 牧野和子） 柿屋（声 - 峰恵研） 子分1（声 - 立壁和也） |
| 2    | 10月10日       | 悲しい用心棒               | 硲健              | 豊田浩二   | 岡部英二 出崎統 | 木村圭市郎        | 南部社長（声 - 加藤修） 血桜会の親分（声 - 北村弘一） 子分2（声 - 野本礼三) 母親（声 - 野沢雅子）                                                      |
| 3    | 10月17日       | 正義と力の空手道           | 吉田喜昭          | 山本浩     | 岡部英二 出崎統 | 飯野皓            | 北田医師（声 - 大塚周夫） 古本屋（声 - 野本礼三） |
| 4    | 10月24日       | 天狗と少年                 | 吉田喜昭          | 山本浩     | 岡部英二 出崎統 | 木村圭市郎        | ボルネオのトラ（声 - 北山年夫） ミツル（声 - 堀絢子） ミツルの母親（声 - 丸山裕子）                                                                    |
| 5    | 10月31日       | 新しい出発                 | 七条門            | 井草良太   | 岡部英二 出崎統 | 飯野皓            | 有馬十三（声 - 加藤精三） 有馬八重（声 - 恵比寿まさ子） 加藤7段 南波5段（声 - 野本礼三） アナウンサー（声 - 新井和夫）                                 |
| 6    | 11月7日        | 爆発した野生               | 吉原幸栄          | 大村博秋   | 岡部英二 出崎統 | 木村圭市郎        | 有明省吾 |
| 7    | 11月14日       | むなしい勝利               | 吉原幸栄          | 吉川惣司   | 岡部英二 出崎統 | 木村圭市郎        | 旅館女中（声 - 山本嘉子） 少年時代の飛鳥拳（声 - 野沢雅子）                                                                                            |
| 8    | 11月21日       | 道場破りの果てに           | 井村淳            | 大村博秋   | 岡部英二 出崎統 | 木村圭市郎        | テーラー小島 |
| 9    | 11月28日       | 猛牛への挑戦               | 松本昭典          | 石黒昇     | 岡部英二 出崎統 | 飯野皓            | |
| 10   | 12月5日        | 耐えて耐えて耐えぬいて     | 吉田喜昭          | 佐々木正広 | 佐々木正広      | 木村圭市郎        | 武林倉之助（声 - 納谷悟朗） |
| 11   | 12月12日       | 非常階段の決闘             | 吉原幸栄          | 佐々木正広 | 岡部英二 出崎統 | 木村圭市郎 飯野皓 | 武林倉之助（声 - 納谷悟朗：表記なし） |
| 12   | 12月19日       | 白刃の恐怖をくぐる         | 七条門            | 壬生理     | 岡部英二 出崎統 | 木村圭市郎        | 剣客（声 - 大塚周夫） |
| 13   | 12月26日       | 大熊との死闘               | 小森静男          | 山本浩     | 岡部英二 出崎統 | 木村圭市郎        | 札幌日報のデスク・所田（声 - 青野武） |
| 14   | 1974年 1月9日  | 血の脱獄                   | 吉田喜昭          | 壬生理     | 岡部英二 出崎統 | 木村圭市郎        | |
| 15   | 1月16日        | 有明省吾は死んだ           | 吉田喜昭          | 石黒昇     | 岡部英二 出崎統 | 飯野皓            | ミカ（声 - 藤原登紀子） 医師（声 - 鈴木泰明） |
| 16   | 1月23日        | 凶器となった正拳           | 松本昭典          | 大村博秋   | 岡部英二 出崎統 | 木村圭市郎        | 安達すすむ（声 - 神谷明） 仁科守雄（声 - 青野武） 仁科雄一（声 - 堀絢子） ラドンナのアケミ（声 - 瀬能礼子）                                            |
| 17   | 1月30日        | 空手を捨てた空手家         | 松本昭典          | 石黒昇     | 岡部英二 出崎統 | 木村圭市郎        | 仁科弥七（声 - 北村弘一） 仁科雄一 仁科康子（声 - 瀬能礼子）                                                                                           |
| 18   | 2月13日        | 地獄からの使者             | 七条門            | 山本寛己   | 岡部英二 出崎統 | 木村圭市郎        | トッド若松 藤森一平 藤森龍平（声 - 北村弘一） 仁科雄一                                                                                                 |
| 19   | 2月20日        | はばたけ！世界一の強者へ   | 小森静男          | 古賀美津夫 | 岡部英二 出崎統 | 飯野皓            | 五十嵐じょう 仁科弥七 仁科雄一 仁科康子 |
| 20   | 2月27日        | 赤毛の殺し屋               | 吉原幸栄          | 壬生理     | 岡部英二 出崎統 | 木村圭市郎        | 赤毛（声 - 立壁和也） |
| 21   | 3月6日         | ジャップを殺せ！           | 吉原幸栄          | 大村博秋   | 岡部英二 出崎統 | 飯野皓            | |
| 22   | 3月13日        | 命がけの脱出               | 吉田喜昭          | 佐々木正広 | 岡部英二 出崎統 | 木村圭市郎        | ドナルド（声 - 広川太一郎） スナイダー（声 - 青野武）                                                                                                  |
| 23   | 3月20日        | 神の手！「ゴッドハンド」   | 七条門            | 大村博秋   | 岡部英二 出崎統 | 木村圭市郎        | ドナルド スナイダー キャサリン（声 - 山本嘉子） |
| 24   | 4月3日         | 魔の死刑執行人             | 七条門            | 石黒昇     | 岡部英二 出崎統 | 飯野皓            | |
| 25   | 4月10日        | 終りなき冒険への旅立ち     | 七条門            | 壬生理     | 岡部英二 出崎統 | 椛島義夫          | |
| 26   | 4月17日        | 強敵！用心棒レスラー       | 吉原幸栄          | 木村圭一郎 | 岡部英二 出崎統 | 木村圭市郎        | マスター（声 - 北村弘一） トシオ（声 - 野沢雅子） ディック＝リー（声 - 山下啓介）                                                                      |
| 27   | 4月24日        | 怪物！グレート東郷         | 小森静男 吉原幸栄 | 大村博秋   | 岡部英二 出崎統 | 多賀一弘          | グレート東郷 グレート東郷の妻（声 - 野沢雅子） 老紳士（声 - 北村弘一）                                                                                 |
| 28   | 5月1日         | 空手対ギャングの拳銃       | 七条門            | 壬生理     | 岡部英二 出崎統 | 宇田川一彦        | ゴッドファーザー（声 - 北村弘一） カルロ（声 - 大塚周夫） ギャングのボス（声 - 加藤正之）                                                              |
| 29   | 5月8日         | カラテチョップ！力道山     | 吉田喜昭          | 壬生理     | 岡部英二 出崎統 | 進藤満尾 大坂竹志 | 力道山 タム＝ライス（声 - 立壁和也） |
| 30   | 5月15日        | 必殺！さそりパンチ         | 松本昭典          | 佐々木正広 | 岡部英二 出崎統 | 佐々島義宏        | |
| 31   | 5月22日        | 恐怖の赤さそり             | 小森静男          | 新田義方   | 岡部英二 出崎統 | 飯野皓            | レフェリー（声 - 北村弘一） |
| 32   | 5月29日        | ボクシングとの死闘         | 吉原幸栄          | 井草良太   | 岡部英二 出崎統 | 多賀一弘          | レフェリー（青野武） ヘンリー＝アーサー（声 - 池水通洋） セナ（声 - 矢田耕司）                                                                         |
| 33   | 6月5日         | 恐るべきタイ式ボクシング   | 吉原幸栄          | 木村圭一郎 | 岡部英二 出崎統 | 木村圭市郎        | 佐伯一郎 ブラックコブラ（声 - 加藤治） 少年（声 - 加藤修） リクヤ（声 - 増山江威子）                                                                   |
| 34   | 6月12日        | 千本足の魔人               | 吉原幸栄          | 石黒昇     | 岡部英二 出崎統 | 飯野皓            | ママ（声 - 増山江威子） ソムワン（声 - 山本嘉子） |
| 35   | 6月19日        | 復讐の刃                   | 吉原幸栄          | 大村博秋   | 岡部英二 出崎統 | 宇田川一彦        | |
| 36   | 6月26日        | 月光にきらめくカマキリ拳法 | 小森静男          | 崎枕       | 岡部英二 出崎統 | 飯野皓 大坂竹志   | セオロ（声 - 北村弘一） 斉藤（声 - 青野武） バスク（声 - 加藤修） カルノ（声 - 城山知馨夫）                                                            |
| 37   | 7月3日         | 脅威の技・マオリの斧       | 松本昭典          | 井草良太   | 岡部英二 出崎統 | 多賀一弘 大坂竹志 | アーサー（声 - 加藤修） ウポル酋長（声 - 辻村真人） |
| 38   | 7月24日        | 人間風車カポエラ           | 吉田喜昭          | 高屋敷英夫 | 高屋敷英夫      | 宇田川一彦        | 半田（声 - 永井一郎） 秘書（声 - 北村弘一） カポエラ使い・オハラ（声 - 柴田秀勝） マヤ（声 - 吉田理保子）                                              |
| 39   | 7月31日        | ニセ空手を許すな！         | 硲健              | 大村博秋   | 岡部英二 出崎統 | 中嶋正義          | マスター（声 - 北村弘一） トニー・ジャック（声 - 塩見竜介） 新田（声 - 中村秀生） 受付（声 - 野沢雅子）                                                |
| 40   | 8月7日         | サファーデと一騎打ち！     | 吉原幸栄          | 崎枕       | 岡部英二 出崎統 | 大坂竹志          | ブラッド＝ジョー（声 - 北村弘一） テイラー（声 - 青野武） ボーマン（声 - 城山知馨夫）                                                                  |
| 41   | 8月14日        | 地獄プロレスからの招待状   | 七条門 吉原幸栄   | 佐々木正広 | 岡部英二 出崎統 | 多賀一弘          | カイザー（声 - 大塚周夫） ブラッド＝ジョー マルセル（声 - 加藤修） ドゴール（声 - 福原圭一）                                                           |
| 42   | 8月21日        | 不死身の帝王ロゴスキー     | 小森静男          | 高屋敷英夫 | 高屋敷英夫      | 宇田川一彦        | ロゴスキー（声 - 渡部猛） カイザー ブラッド＝ジョー |
| 43   | 8月28日        | 友情の報酬                 | 硲健              | 佐々木正広 | 岡部英二 出崎統 | 中嶋正義          | |
| 44   | 9月4日         | 初めての敗北               | 吉原幸栄          | 崎枕       | 岡部英二 出崎統 | 大坂竹志          | 陳老師（声 - 北村弘一） カオ（声 - 加藤修） ヤン（声 - 福原圭一）                                                                                      |
| 45   | 9月11日        | ケンカ空手の弟子           | 硲健              | 高屋敷英夫 | 高屋敷英夫      | 多賀一弘          | 高津 黒木 瀬川（声 - 安原義人） |
| 46   | 9月18日        | 嵐を呼ぶ太極拳             | 七条門            | 岡部英二   | 岡部英二 出崎統 | 中嶋正義          | 魯（声 - 加藤精三） 相撲部員（声 - 加藤修） |
| 47   | 9月25日        | ふたたび世界へ             | 松本昭典          | 岡部英二   | 岡部英二 出崎統 | 宇田川一彦        | 和尚（声 - 北村弘一） 高津 弥八（声 - 辻村真人） 吹雪（声 - 八代駿） 猟師（声 - 加藤修）                                                               |

### 放送局
- NET（制作局）：水曜 19:30 - 20:00
- 北海道テレビ：水曜 19:30 - 20:00[72]
- 秋田放送：火曜 17:20 - 17:50[73]
- 岩手放送：火曜 18:00 - 18:30[74]
- 山形テレビ：金曜 18:00 - 18:30[75]
- 宮城テレビ：火曜 18:00 - 18:30（1974年4月2日まで）→ 火曜 19:00 - 19:30（1974年4月9日から）[76]
- 福島中央テレビ：水曜 19:00 - 19:30[77]
- 新潟総合テレビ : 水曜 17:20 - 17:50[78]
- 長野放送：月曜 18:00 - 18:30[79]
- 山梨放送：木曜 18:00 - 18:30[80]
- 北日本放送：月曜 - 金曜 7:15 - 7:42[81]
- 北陸放送：月曜 18:00 - 18:30[82]
- 福井放送：水曜 18:00 - 18:30[83]
- 名古屋テレビ：水曜 19:30 - 20:00[84]
- 毎日放送：水曜 19:30 - 20:00[85]
- テレビ岡山 : 土曜 18:00 - 18:30[86] （約３ヶ月遅れ）
- 山口放送：水曜 18:00 - 18:30[87]
- テレビ愛媛：木曜 18:00 - 18:30[87]
- テレビ高知：水曜 16:30 - 17:00[88]
- 九州朝日放送：水曜 19:30 - 20:00[89]
- 長崎放送：月曜 18:00 - 18:30[90]
- 宮崎放送 1981年頃再放送にて　曜日未確認　時間17時頃か？
- 鹿児島テレビ：火曜 18:00 - 18:30（1974年11月5日第1話放送、1年1か月遅れ）[91]
- 琉球放送：水曜 18:00 - 18:30[92]

### 映像ソフト
- 空手バカ一代 DVD-BOX 1 （2005年10月21日、ジェネオンエンタテインメント GNBA-9035）
- 空手バカ一代 DVD-BOX 2 （2005年12月22日、ジェネオンエンタテインメント）
  - 初回限定版オリジナルフィギュア付き（GNBA-9034）
  - 通常版（GNBA-9036）
- 空手バカ一代 Blu-ray BOX （2012年12月21日、エイベックス・ピクチャーズ AVXA-62045）

### ネット配信
- 2019年6月12日から2020年8月までYouTubeの「TMSアニメ55周年公式チャンネル」より第1 - 3話までが配信（2020年からは第1話だけ）、また同年12月17日から同チャンネルでオープニングとエンディングが配信されている。その後2020年8月28日より、同じくYouTubeの姉妹チャンネル「TMSアニメ公式チャンネル」より、第5話までがまとめて配信、また同年12月25日より同チャンネルで第9・12・13話がまとめて配信されている。なおいずれも制作クレジットは初回放送と同じ「制作 NET 東京ムービー」で配信されている。

| NET系列 水曜 19:30 - 20:00                                                                 | NET系列 水曜 19:30 - 20:00                                             | NET系列 水曜 19:30 - 20:00                                                            |
| 前番組                                                                                     | 番組名                                                                 | 次番組                                                                                |
| ------------------------------------------------------------------------------------------ | ---------------------------------------------------------------------- | ------------------------------------------------------------------------------------- |
| ジャンボーグA （1973年1月17日 - 9月26日） 【土曜19:00枠へ移動】 【ここまで毎日放送制作枠】 | 空手バカ一代 （1973年10月3日 - 1974年9月25日） 【当番組よりNET制作枠】 | ベスト30歌謡曲（第1期） （1974年10月2日 - 1975年3月26日） ※19:30 - 20:55 【30分拡大】 |

## 映画

### 空手バカ一代
1977年5月14日公開。主演 - 千葉真一 / 監督 - 山口和彦 / 製作・配給 - 東映。91分。

### 新・空手バカ一代 格闘者
2003年3月28日公開。103分。
作品収録ビデオは、2003年6月25日にGPミュージアムソフトから発売。同年8月25日には、続編の『新・空手バカ一代 2』も発売された。規格は共にVHS・DVD。

#### あらすじ
空手狩野道場の師範・宣之は息子の丈太郎に幼い頃から空手を教え込んでいたが、丈太郎は稽古中に誤って宣之を殺してしまう。父への罪悪感と、いつしか母から女と見てしまった宣之の後妻・藍子への想いを断ち切ろうと、丈太郎は片っ端から猛者たちに野試合を挑んでいく。

#### キャスト
- 永井大
- 雛形あきこ
- 角田信朗
- 船木誠勝
- 武藤敬司
- 竹原慎二
- 薬師寺保栄
- 伊藤隆
- しいなまお
- 岡崎礼
- 橋本真也
- ジョニー大倉
- 藤原喜明
- ジョー山中
- 力也
- 中山一也
- 岡崎二朗
- 真樹日佐夫

#### スタッフ
- 製作 - 真樹日佐夫、北側雅司
- 製作協力 - 及川次雄
- 監修 - 真樹日佐夫
- 原作 - 高森真士（「格闘者」白夜書房刊）
- 企画 - 中島仁、田中政裕、渡来猛人
- プロデューサー - 石井誠一郎、山本芳久
- アソシエイトプロデューサー - 南雲千秋
- 脚本 - 真樹日佐夫、山田孝之
- 撮影 - 佐藤和人
- 照明 - 大坂章夫
- 録音 - 佐藤幸哉
- 監督 - 宮坂武志
- 制作協力 - ウィザードピクチャーズ
- 企画・制作 - 真樹プロダクション
- 製作 - 「新・空手バカ一代 格闘者」製作委員会

## パチスロ
2007年1月にオリンピアから発売。販売はフィールズが担当。

## 作品の周辺
- 「題名は『空手バカ一代』としたよ。」打合せで梶原にこう報告された大山倍達は「そりゃ、わしゃバカだけど、師匠がバカと書かれては弟子たちに示しがつかんなあ…」と漏らし、居合わせた「少年マガジン」の編集長内田、副編集長宮原は好意を込めてだが失笑したという[94]。
- つのだじろうは本作の作画を担当していたが、原作者の梶原一騎とその実弟・真樹日佐夫と不仲になった。その原因に、『週刊少年チャンピオン』誌上で『ゴッドハンド』という大山倍達の伝記漫画（原作は大山自身が手がけた）を発表したことなどが挙げられている。梶原は街中で会ったつのだにこの連載について詰問し、事情を説明しようとするつのだに、梶原は「大山館長があのタイトルでやれって本当に言ったのか？ クリスチャンのアメリカ人が人間を『ゴッド』なんて呼ぶわけがないだろう！ 常識で考えりゃ分かるだろ！ あれは『ミラクル・ハンド』と呼ばれていたのを俺が館長にノサれた奴らの気持ちになって『ゴッドハンド』に変えたんだよ！ お前は俺の創作を盗んだんだ!!」と罵った。この件では当時の少年チャンピオン編集長である壁村耐三も梶原に定宿の「山の上ホテル」に呼び出されて詰問された[95]。その後も梶原サイドからつのだへの嫌がらせは止まず、つのだはその鬱憤を自作『魔子』の中で「カラワジ・イキツ・キマト・ワヒオサ・ハノクキョウ・ミツオ・レシモオイ…呪われよ！」とアナグラムに託してぶちまけたもののあっさり看破されてしまい、梶原兄弟によって監禁された挙句、各方面への詫び状を書かされる結果となってしまった（以上の顛末は、斎藤貴男『夕やけを見ていた男 - 評伝・梶原一騎 - 』による[96]）。それより以前にもつのだは、『恐怖新聞』に「梶川市之進」という乱暴者の侍を登場させ、梶川を見た町民に「かかわりあいになるな！ うかつにさわると首がとぶぞ!!」と逃げまわらせていた。かつて発表していた自身の公式サイト「百太郎神社」で『空手バカ一代』の降板理由について触れ、「いつまで経っても原作の原稿が届かない、こんな状況で仕事ができるわけないだろう！」と往年の不満をぶちまけていたこともある。入稿一週間前には必ずシナリオを届けるよう念押ししていたにも関わらず、済崩し的にズルズル引き伸ばされ、酷いときは入稿前日にようやく原作が届くこともあったという。そのため、執筆を手伝うアシスタントにも大変な重労働を強いることになり、多くのスタッフがつのだの下から逃げ出したとのことである（なお、つのだの公式サイトは既に閉鎖されている）。後に大山は斎藤の取材で、「つのださんにも悪い事をしたね」と漏らしている[97]。
- 連載直前の1970年ごろ[98]、つのだは藤子不二雄Ⓐを誘って極真会館で空手修行をしていたことがある[99][信頼性要検証]。しかし藤子は（半年ほどで辞めたので名誉資格と思われるが）初段を取ることができたが、つのだは段位を取れなかった（一回名誉初段の免状を大山が授けようとしたが辞退した）[100][信頼性要検証]。大山倍達はつのだの稽古について「漫画家というのは、あの程度の体力でつとまるものなのかねえ」と苦笑していたという[101]。
- 本作が開始される直前まで、同じく梶原作・つのだ画による空手漫画『虹をよぶ拳』が『冒険王』で連載されていた。本作前半の作画を含め梶原がつのだを起用したのは、当時スランプに陥っていたつのだに光を当ててやりたいという思いがあったためだという[102]
- #概要で記されている本作のフィクションについて、『木村政彦はなぜ力道山を殺さなかったのか』を執筆した増田俊也の取材、若い頃の大山倍達を知る複数の関係者の証言により、フィクション性が強いと思われた箇所にも一定の根拠があった様子がうかがえる。代表的な例として、「力道山対木村政彦」戦の試合直後、大山が激怒してリングに上がって力道山に勝負を挑もうとする、その後力道山に勝負を挑むために付け狙う」などのシーン。このシーンについて、増田は同書で取材の結果として肯定的に語っているが、日本プロレスの関係者で大山とも面識のあった遠藤幸吉は、大山がその場にいた事自体をほぼ否定している。なお前述のように作中でも小島貞二の証言が引用されている。真樹日佐夫は晩年の取材で、「編集者も色々煽っただろうし、梶原の作ったフィクションも多いが、全部が全部そうじゃない」と幾つかの事例を挙げ、「活字と違ってあれは漫画だから絵にならなきゃ仕方がない。フィクションといっても花も実もあるフィクションだ（笑）」としている[103]）。
- 作中での大山倍達の異種格闘技戦については否定している遠藤幸吉だが、それ以外の内容については肯定している部分もあり、対日感情が最悪の中、試合場では遠藤と倍達の二人に「キル・ザ・ジャップ!」などのブーイングが浴びせられた事については「そりゃ事実だよ。そんなの日本以上ですよ」と語っている（もっとも、実際は悪役であるグレート東郷の仲間という意味で二人も憎まれたというのが真相だという[104]）。また、アメリカで実際に大山倍達と行動を共にしていたのは5か月半ほどの短期間であり、遠藤が離れたのはあくまで東郷という人物が徹底的に嫌になっただけで、「大山クンは何ら悪いんじゃないのよ」とフォローしている[105]。
- アメリカでの大山のデモンストレーションについては、アメリカには瓦はないため、試し割りは板しかなく、それ以外は作中でも描写されている、「リングの上でハンマーで手を叩かせる」というものもあったという。作中や大山のいくつかの著書でも「これはマットの弾力を利用したトリック（叩いた衝撃でマットが大きく揺れるため、見た目は迫力があるが、実際はその弾力が手への衝撃を吸収して手を守ってくれる）」である事を明かしているが、遠藤は「いざ観客が叩くとしても思い切り叩ける人はいるわけがない」と語っている。また、板割りの場合も当初は、大山は四、五枚はいつでも割れると言いながら、日本の板のように正目が通っているものは割れるが「向こうのわけの分からない板」は、割れるもんじゃなく、当初は一枚も割れなかった事もあったが、大山もコツをつかむと、割りやすい板が売っている地域が分かってきて、その地域でまとめて買っていく、という事が多くなったと明かしており、「同じ立場なら東郷も私もそうする」と語った[106]。それらのデモンストレーションに立ち会ったうえで、「相当威力があると思った」「空手全般ではなく、『大山クンの空手』というものに対しては、相当強い者だと感じた」という感想を述べている[107]。
- 芦原英幸は連載当時自分のエピソードが掲載された時に周囲の人間に真偽を聞かれ、「あれは同姓同名の別人[108]」「漫画の人物は『あしわら英幸』、わしは『あしはら英幸』」などと語る事があった。芦原が自著の中で語ったところによると、自身が山に入って稽古していた話が脚色されて、本作での「道場破りの果ての山狩りの話」になったという。また、暴力事件を起こして極真会館を破門になったエピソードについても、同様の話を述べている。これは芦原によれば、大山倍達は自身を（漫画の通り）破門にするつもりだったらしいが、黒崎健時が「破門は可哀相だ」と大山を説得してくれたおかげで「無期禁足」に留まったのだという。その後詫びのつもりで黒崎の眼前で指を詰めようとして止められて激怒され、廃品回収業に身を落とすのも漫画と同じである（大山との確執が伝えられる芦原だが、この件については「こんな人間をブラジルに送ろうとしていたのかと、（大山）館長も大きなショックを受けられたようだ」とその心情を慮る記述をしており、破門するつもりだったのも「当然」と認めている）。また、作品終盤の「ジプシー空手家」との対戦のエピソードも、元になるエピソードがあったと書いている。また小島一志は、『芦原英幸正伝』にて、芦原が登場人物の「雲井大悟」とのエピソードで、雲井が登場した際、モデルになった棟田利幸とは似ても似つかぬ「単なるうどの大木で、わしにあっさりやられる役回り」である事に腰を抜かし、棟田のもとに謝罪に行って土下座しようとしたのを棟田に止められた、と芦原が語ったとしている（なお作中で、芦原は雲井大悟に相当の苦戦を強いられている）。これについては松宮康生が実際に棟田に本当に芦原が土下座しようとしたのか尋ねたところ、逆に「そんな事があったの？」と苦笑している[109]。他に芦原自身が、多少の脚色はあるものの概ね事実である事を述べているエピソードとしては、「二宮」との『塩めし涙めし』（芦原の自著によれば実際には数人の初期道場生達との話）、道場生たちをしごき過ぎた事で全員辞めてしまった話などが挙げられる[108]」。また、自身の妻とのなれそめで、逃げる妻を説き伏せるために手裏剣を投げて引き止めたシーンについて「わし、手裏剣はやるけどね、人には投げないよ」と語っている。